# 1968
1968 (MCMLXVIII) byl rok, který dle gregoriánského kalendáře započal pondělím.

## Události
Automatický abecedně řazený seznam viz Kategorie:Události roku 1968

### Československo
Začalo pražské jaro 1968, následované normalizací.
- 1. ledna – Z Prahy odcestovala do Gabonu Expedice Lambaréné.
- 3.–5. ledna – tzv. lednové plénum (zasedání ústředního výboru KSČ) odvolalo prvního tajemníka Antonína Novotného a zvolilo Alexandra Dubčeka.[2]
- 1. února – Alexander Dubček na VII. sjezdu JZD vyzval k prohlubování „socialistické demokracie“ a větší účasti všech pracujících na veřejném dění.[3]
- 3. února – Rudé právo informuje, že výroční členské schůze KSČ, většinou svolávané na leden a únor, provází nebývalá účast a aktivita členů, s mnoha projevy kritiky vlastní práce i vyšších stranických orgánů.[4]
- 11. února – Jiří Raška získal první zlatou medaili pro Československo na ZOH.
- 22. února – na slavnostním shromáždění ke 20. výročí „Vítězného února“ na Pražském hradě promluvili Alexander Dubček a Leonid Iljič Brežněv. První v dlouhém projevu chválil i kritizoval výsledky uplynulých let a vyzval (i prostřednictvím citátů z Gottwalda) k prevenci či nápravě chyb; druhý zdůrazňoval nutnost spolupráce socialistických zemí (proletářský internacionalismus) a věrnost marxisticko-leninskému učení.[5]
- 22. února – Vydáno nulté číslo nového časopisu Literární listy, který nahradil předtím zakázané Literární noviny.[6]
- 22. března – pod velkým tlakem ze strany okresních konferencí KSČ[7] i dalších skupin občanů[8] odstoupil Antonín Novotný z funkce prezidenta republiky.[9] „Vzhledem k jeho zdravotnímu stavu“ doporučilo předsednictvo ÚV KSČ jeho odchod na odpočinek.[10]
- 23.–24. března – V Drážďanech v NDR se konalo setkání vedoucích představitelů Československa, Bulharska, Maďarska, NDR, Polska a SSSR. Na setkání zazněla kritika obrodného procesu v ČSSR, který byl označen jako „plíživá kontrarevoluce“.
- 25. března – Na aktivu zemědělců okresu Jičín byla přijata tzv. „jičínská výzva“ ke vzniku založení celostátní zájmové organizace. 10. července byl v Nitře ustanoven Český svaz družstevních rolníků a Slovenský svaz družstevních rolníků.
- 26. března – Kurt Hager, tajemník ústředního výboru východoněmeckých komunistů (SED), vyslovil obavy o socialistický vývoj v ČSSR; odvolával se přitom na to, že řadu kroků čs. vlády podporují „reakční“ kruhy západního Německa. Vedení KSČ tuto interpretaci rozhodně odmítlo. Určité výhrady zazněly krátce předtím i na schůzce představitelů Varšavské smlouvy v Drážďanech.[11]
- 29. března
  - obnovena česká skautská organizace Junák, zakázaná komunisty po r. 1948.
  - Byl ustaven Klub nezávislých spisovatelů, který sdružoval nekomunistické členy Svazu spisovatelů.
- 30. března – prezidentem ČSSR byl zvolen Ludvík Svoboda.
- 31. března – Skupina politických vězňů odsouzených podle zákona 231/1948 Sb. založila Klub 231.
- 4.–5. dubna – plénum ÚV KSČ se vyslovilo pro prohlubování reforem a přijalo Akční program.[12]
- 5. dubna – vznikl Klub angažovaných nestraníků.
- 6. dubna – Vláda Jozefa Lenárta podala demisi, sestavením nové pověřen Oldřich Černík (jeho vláda byla jmenována 8. dubna).
- 18. dubna – předsedou Národního shromáždění zvolen Josef Smrkovský.[13]
- 4. května – V Moskvě proběhlo jednání mezi nejvyššími stranickými představiteli KSČ a KSSS. Českoslovenští představitelé byli ostře kritizováni za prováděná demokratizační opatření. Ze strany sovětských komunistů byl vysloven požadavek na rázná opatření proti antisocialistickým a pravicovým silám.
- 16. května – V uvolněné atmosféře za mimořádného zájmu veřejnosti se konal pražský vysokoškolský majáles.
- 19. června – V prostoru pražského letiště Ruzyně se konalo shromáždění 10 tisíc příslušníků pražských Lidových milicí, na kterém zazněly kritické hlasy proti vedení KSČ a proti aktivizaci pravicových sil. Shromáždění vyvolalo vlnu rozhořčení a sepisování petic za zrušení LM.
- 20. června – zahájeno velitelsko-štábní cvičení Varšavské smlouvy na území ČSSR, s účastí sovětských jednotek.[14]
- 25. června – přijat zákon o soudní rehabilitaci, s cílem odčinit křivdy spáchané v předchozích dvaceti letech.[15]Alexander Dubček a Ludvík Svoboda s Nikolajem Ceaušeskem v roce 1968 v Rumunsku
- 26. června – zrušena cenzura.

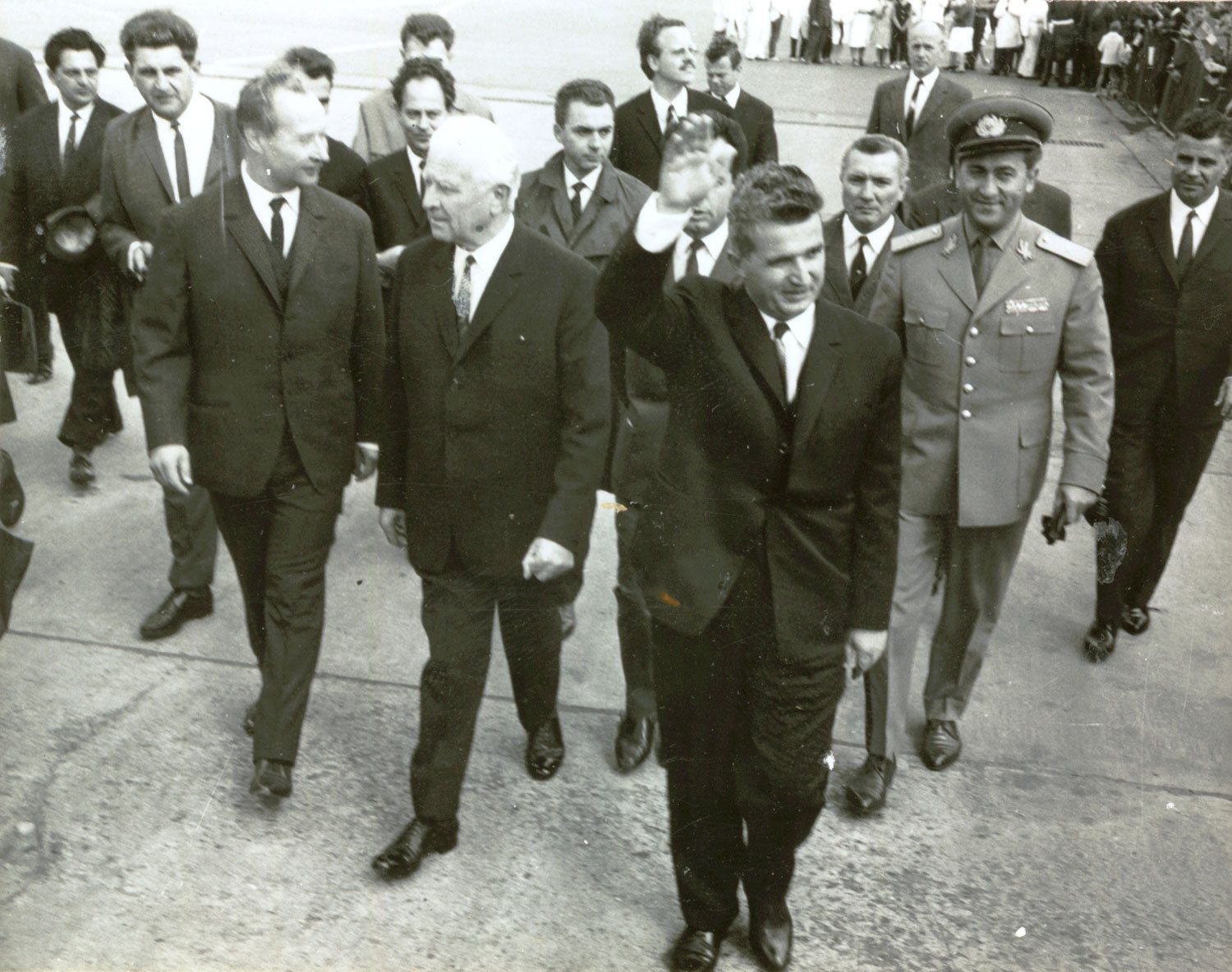
Alexander Dubček a Ludvík Svoboda s Nikolajem Ceaušeskem v roce 1968 v Rumunsku

- 27. června – v časopise Literární listy a třech denících vyšel manifest Dva tisíce slov.
- 4. července – Byl zahájen provoz Nového letiště v Praze – Ruzyni, na které byl přemístěn provoz pravidelných letů ze Starého letiště.
- 16. července – ÚV KSČ obdržel dopis ze schůzky pěti států Varšavské smlouvy ve Varšavě. Účastníci vyjádřili obavy z odtržení ČSSR od socialistického společenství, což by ohrožovalo i zájmy ostatních zemí.[16] ÚV KSČ v odpovědi obhajoval nastoupenou cestu a potvrdil platnost všech spojeneckých smluv.[17] Vývoj v ČSSR podpořili představitelé několika komunistických stran v západních zemích.
- 29.–31. července – Dvoustranné jednání československých a sovětských představitelů v Čierné nad Tisou.[18]
- 30. července – Moskevská Pravda zveřejnila dopis skupiny pracovníků závodu Praga (tzv. Dopis 99 pragováků), v němž autoři kritizovali výpady proti spojeneckým zemím a protestovali proti snahám o urychlení odchodu sovětských vojsk po skončeném červnovém cvičení. Vyslovili názor, že „každému poctivému, čestnému občanu naší vlasti, ... nemůže být na překážku ... přítomnost vašich vojsk a vojsk Varšavské smlouvy. Ba naopak, musí se cítit bezpečněji.“[19] Stalo se tak v době závodní dovolené, kdy pracovalo jen asi 700 ze 4500 zaměstnanců. Představitelé závodních výborů ROH a KSČ se od dopisu distancovali.[20]
- 1. srpna – Předseda ČSM Z. Vokrouhlický informoval o incidentech, které potkaly čs. delegaci na IX. festivalu mládeže v Sofii. Průvod se pokoušel narušit místní duševně nemocný (?) provokatér, šířily se pověsti o kontrarevoluci v ČSSR, místní představitelé žádali odstranění portrétů Dubčeka a Svobody a část delegátů nebyla vůbec vpuštěna do Bulharska.[21]
- 3. srpna – Na schůzce vedoucích představitelů „pětky“ (SSSR, NDR, Bulharska, Maďarska a Polska) a ČSSR v Bratislavě bylo přijato prohlášení naznačující řešení problémů „vzájemnou pomocí a podporou“.
- 17. srpna – V Komárně se setkal nejvyšší maďarský představitel János Kádár s Alexandrem Dubčekem. Kádár poukázal na značnou nespokojenost SSSR s politickým vývojem v ČSSR a možností vojenské intervence.Sovětský tank v Praze 21. srpna 1968

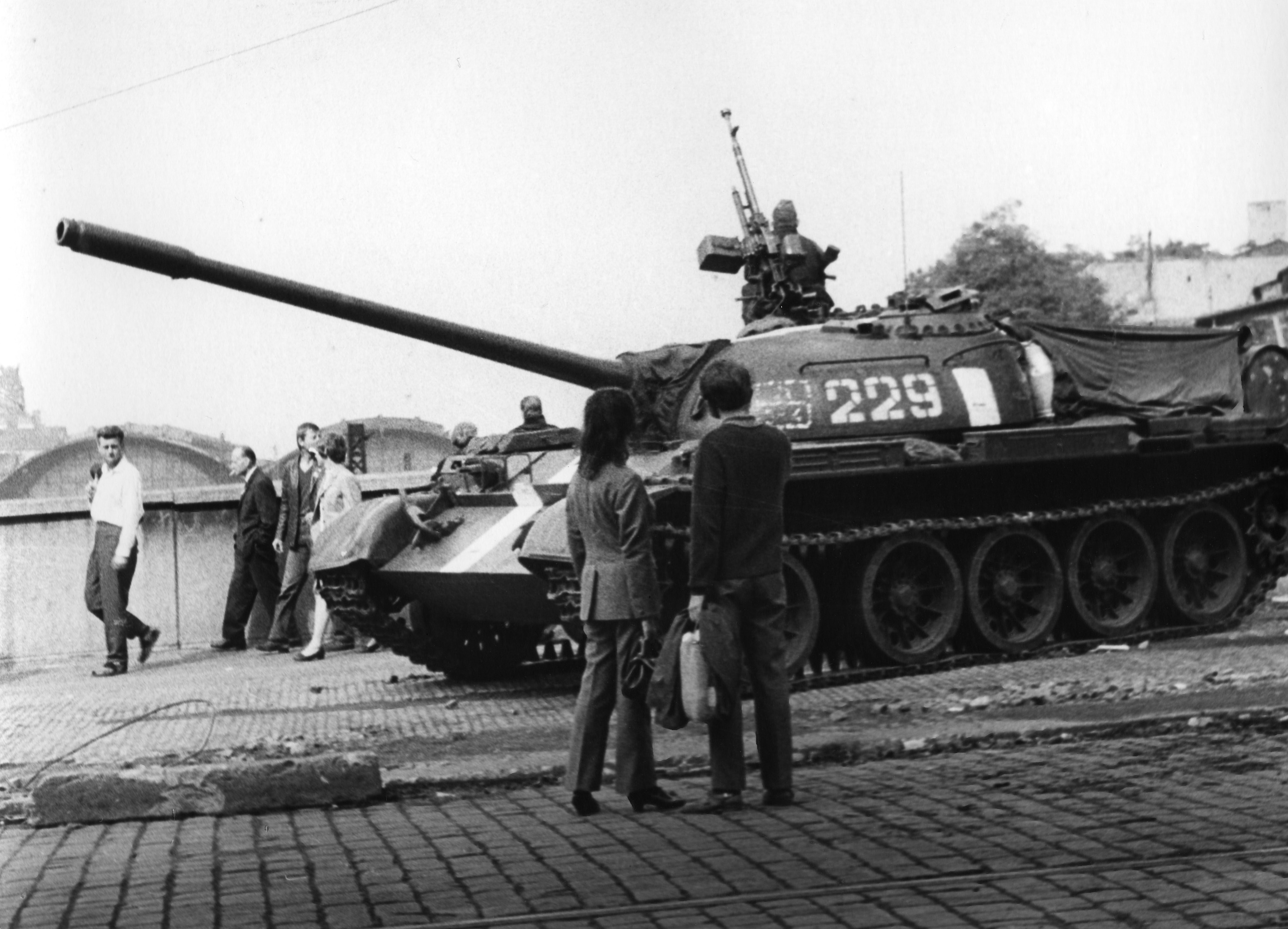
Sovětský tank v Praze 21. srpna 1968

- 21. srpna – Vojenský zásah armád pěti států Varšavské smlouvy (SSSR, Bulharska, Maďarska, NDR a Polska) v Československu v noci z 20. na 21. 8. 1968, který zastavil reformní proces pražského jara (viz Provolání ÚV KSČ z 21. srpna 1968). Ministr obrany, armádní generál Martin Dzúr, vydal rozkaz, aby armáda ani bezpečnostní složky nekladly okupačním silám odpor. Intervenční jednotky zahrnovaly 750 tisíc vojáků, 800 letadel a 6 300 tanků. Do počátku září si invaze vojsk vyžádala 72 obětí na životech československých občanů.
- 22. srpna – Konal se XIV. (mimořádný) sjezd KSČ, tzv. Vysočanský, který odsoudil vpád vojsk Varšavské smlouvy. V únoru 1969 byl prohlášen za neplatný.
- 7. září – byl zakázán Klub angažovaných nestraníků.
- 13. září – Byl přijat zákon umožňující oficiální existenci pouze těm organizacím, které jsou součástí Národní fronty.
- 5. října – Kvůli postupnému zavádění pětidenního pracovního týdne měli pracující poprvé volnou sobotu. Pracovní a volné soboty se pak střídaly po týdnu.
- 9. října – Konzervativní komunisté otevřeně vystoupili v sále Čechie v Praze 8, aby podpořili „internacionální pomoc“ armád Varšavské smlouvy.
- 11. října – U obce Ptice v okrese Kladno se zřítilo letadlo na lince Praha – Piešťany. Zahynulo 13 osob.
- 18. října – V Národním shromáždění byla přijata Smlouva o podmínkách dočasného pobytu sovětských vojsk na území Československa, která vyčleňovala prostory a zázemí, které bylo třeba uvolnit 75 tis. sovětských vojákům. Vojska ostatních států měla být odsunuta, délka pobytu sovětských vojsk nebyla specifikována.
- 27. října – Byl přijat Ústavní zákon o Československé federaci č. 143/1968 Sb., který přeměnil do té doby unitární stát ve federaci skládající se z České socialistické republiky a Slovenské socialistické republiky. Platnost zákona byla stanovena na 1. ledna 1969.
- 28. října – oslavy 50. výročí vzniku Československé republiky (odhalování pomníků T. G. Masaryka v některých městech)
- 6.–7. listopadu – Při příležitosti výročí VŘSR se v Praze, Brně a Českých Budějovicích konaly velké demonstrace proti sovětské okupaci, do nichž se zapojili zejména studenti. Demonstrace byly však potlačeny bezpečnostními jednotkami vč. Lidových milicí.
- Na Slovensku byly dodatečně vyhlášeny 4 nové okresy – 1 ve Středoslovenském kraji (Okres Veľký Krtíš) a 3 v kraji Východoslovenském (Okres Stará Ľubovňa, okres Svidník a okres Vranov nad Topľou).

### Svět

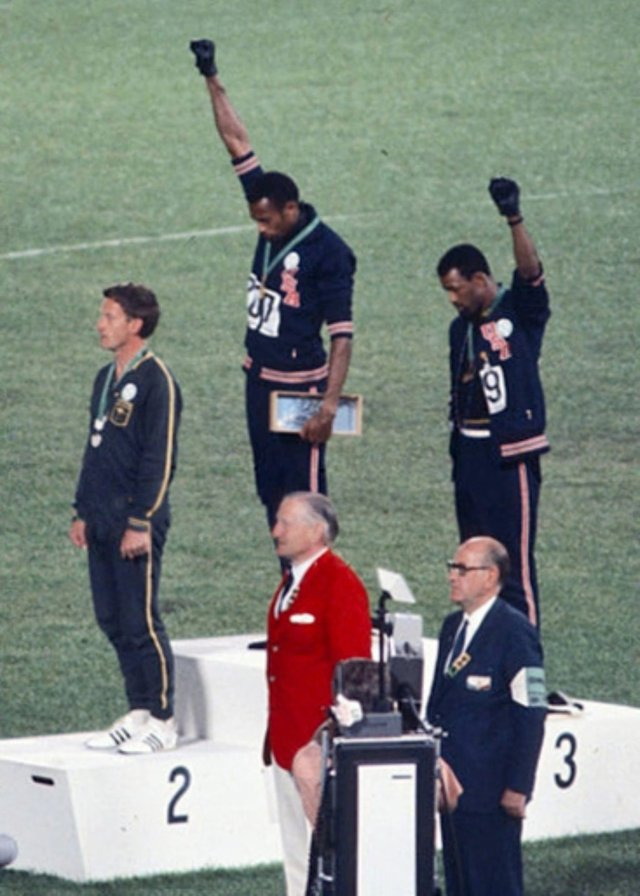
Tommie Smith a John Carlos protestují proti rasové diskriminaci v USA během olympijských her 1968

- 15. ledna – Při zemětřesení v západní Sicílii o síle 5,5 stupňů Richterovy stupnice zahynulo nejméně 231 lidí.
- 17. ledna – Severokorejská vojenská jednotka zahájila tzv. Útok na Modrý dům s cílem zabít jihokorejského prezidenta Pak Čong-huie.
- 20. ledna – Vstoupila platnost Evropská dohoda o mezinárodní silniční přepravě nebezpečných věcí.
- 21. ledna
  - Ve Vietnamu začala Bitva o Khe Sanh.
  - Nedaleko americké vojenské základny v Thule (Grónsko) se zřítil americký bombardér B-52 s nákladem 4 vodíkových bomb. Bomby byly zajištěny až v září.
- 23. ledna – Severní Korea zajala americkou výzvědnou loď USS Pueblo s 83 členy posádky s odůvodněním, že narušila její výsostné vody.
- 25. ledna
  - Při potopení izraelské ponorky INS Dakar mezi Krétou a Kyprem ve Středozemním moři zahynulo všech 69 členů posádky.
  - Při potopení francouzské ponorky Minerve ve Středozemním moři zahynulo 52 členů posádky.
- 30. ledna – Ve Vietnamu byla zahájena ofenzíva Tet a začala Bitva o Hue.
- 31. ledna – Nauru vyhlásilo nezávislost na Austrálii.
- 6. února – Bitva o Lang Vei
- 6.–18. února – Zimní olympijské hry v Grenoblu.
- 12. března – Mauricius vyhlásil nezávislost na Velké Británii.
- 16. března – Při masakru vietnamské vesnice My Lai bylo americkými vojáky povražděno několik set civilistů.
- 24. března – Při havárii letadla Vickers Viscount během letu z Corku do Londýna zahynulo 61 lidí.Masakr v My Lai, který spáchala americká armáda ve Vietnamu

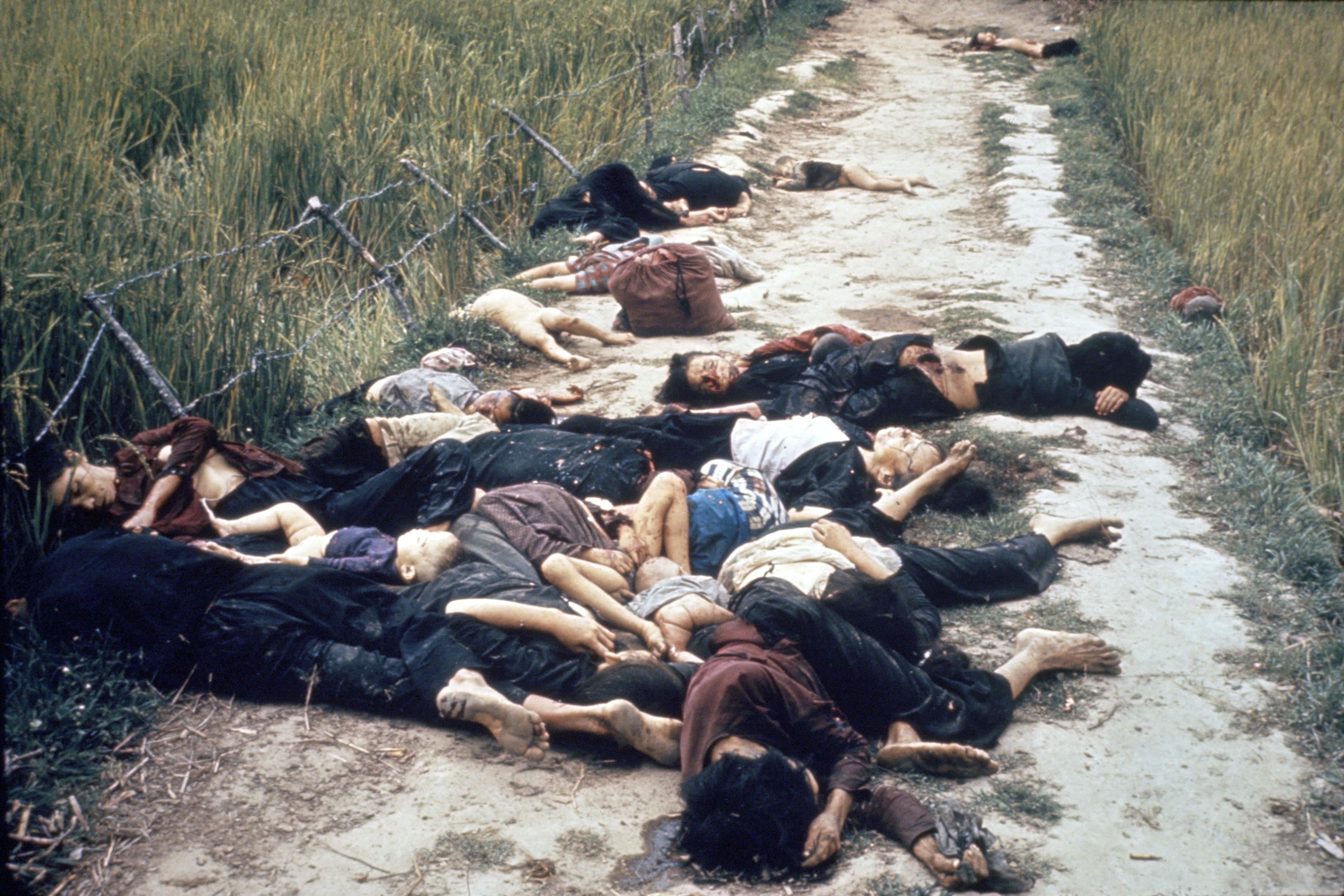
Masakr v My Lai, který spáchala americká armáda ve Vietnamu

- 27. března – Při cvičném letu stíhačky MiG-15 zahynul první sovětský kosmonaut Jurij Gagarin.
- 2. dubna – Andreas Baader a Gudrun Ensslinová z Frakce Rudé armády odpálili bomby ve dvou obchodních domech ve Frankfurtu nad Mohanem.
- 4. dubna – V Memphisu byl spáchán atentát na Martina Luthera Kinga.
- 10. dubna – Při silné bouři ztroskotal trajekt u novozélandského Wellingtonu a zahynulo 53 lidí.
- Květen 1968 ve Francii
- 22. května – Při havárii americké jaderné ponorky USS Scorpion v Atlantském oceánu u Azor zahynulo všech 99 členů posádky.
- červen – Byla zahájena Opotřebovací válka proti Izraeli.
- 2. a 3. června – Začaly týden trvající nepokoje studentů v Bělehradě, které si vyžádaly několik těžce raněných lidí.
- 3. června – Americká spisovatelka Valerie Solanasová se pokusila zastřelit Andyho Warhola.
- 5. června – V Los Angeles byl spáchán atentát na Roberta Francise Kennedyho.
- 7. června – Byla zahájena stávka šiček v továrně Ford v Dagenhamu.
- 20. června – Americký atlet (Jim Hines z jako první člověk běžel stometrový sprint pod 10,00 sekundy (9,95 s).
- 24. června – Byla vyhlášena Republika Růžový ostrov v Jadranském moři u Rimini.
- 30. června – Poprvé vzlétl prototyp přepravního letounu Lockheed C-5 Galaxy.
- 11. července – Při havárii chemické továrny ve východoněmeckém Bitterfeldu zahynulo 42 lidí.Protest ve Vídni v Rakousku proti válce ve Vietnamu

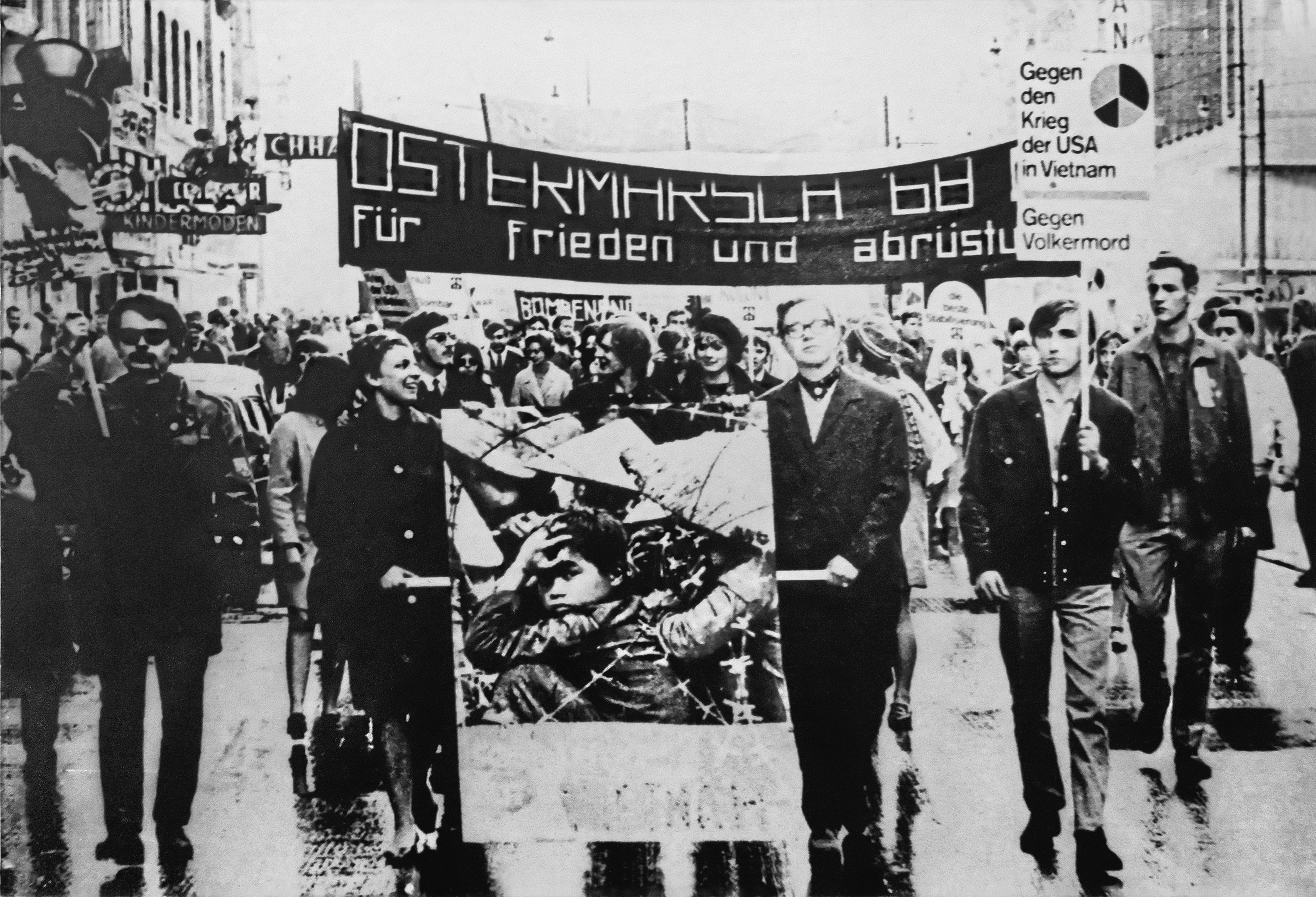
Protest ve Vídni v Rakousku proti válce ve Vietnamu

- 18. července – V Kalifornii byla založena společnost Intel.
- 22. července – Dopravní letadlo izraelské společnosti El Al na trase z Londýna do Tel Avivu bylo uneseno příslušníky Lidové fronty pro osvobození Palestiny do Alžírska.
- 25. července – Papež Pavel VI. vydal encykliku Humanae vitae odsuzující antikoncepci.
- 29. července – Při výbuchu sopky Arenal v Kostarice zahynulo 87 lidí.
- 25. srpna – Uskutečnila se Demonstrace na Rudém náměstí v Moskvě proti invazi vojsk Varšavské smlouvy do Československa.
- 15. srpna – Při zemětřesení o síle na indonéském ostrově Sulawesi zahynulo okolo 68 000 lidí.
- 31. srpna – Zemětřesení v severovýchodní části Íránu o síle 7,4 stupňů Richterovy stupnice si vyžádalo přes 12 000 obětí.
- 6. září – Svazijsko vyhlásilo nezávislost na Velké Británii.
- 8. září – V Polsku se upálil Ryszard Siwiec na protest proti okupaci Československa.
- 13. září – Albánie vypověděla Varšavskou smlouvu.
- 21. září – Sovětská bezpilotní kosmická loď Zond 5 se po obletu Měsíce vrátila na Zemi.Demonstrace v Mexiku, které vyvrcholily masakrem až 300 lidí 2. října 1968

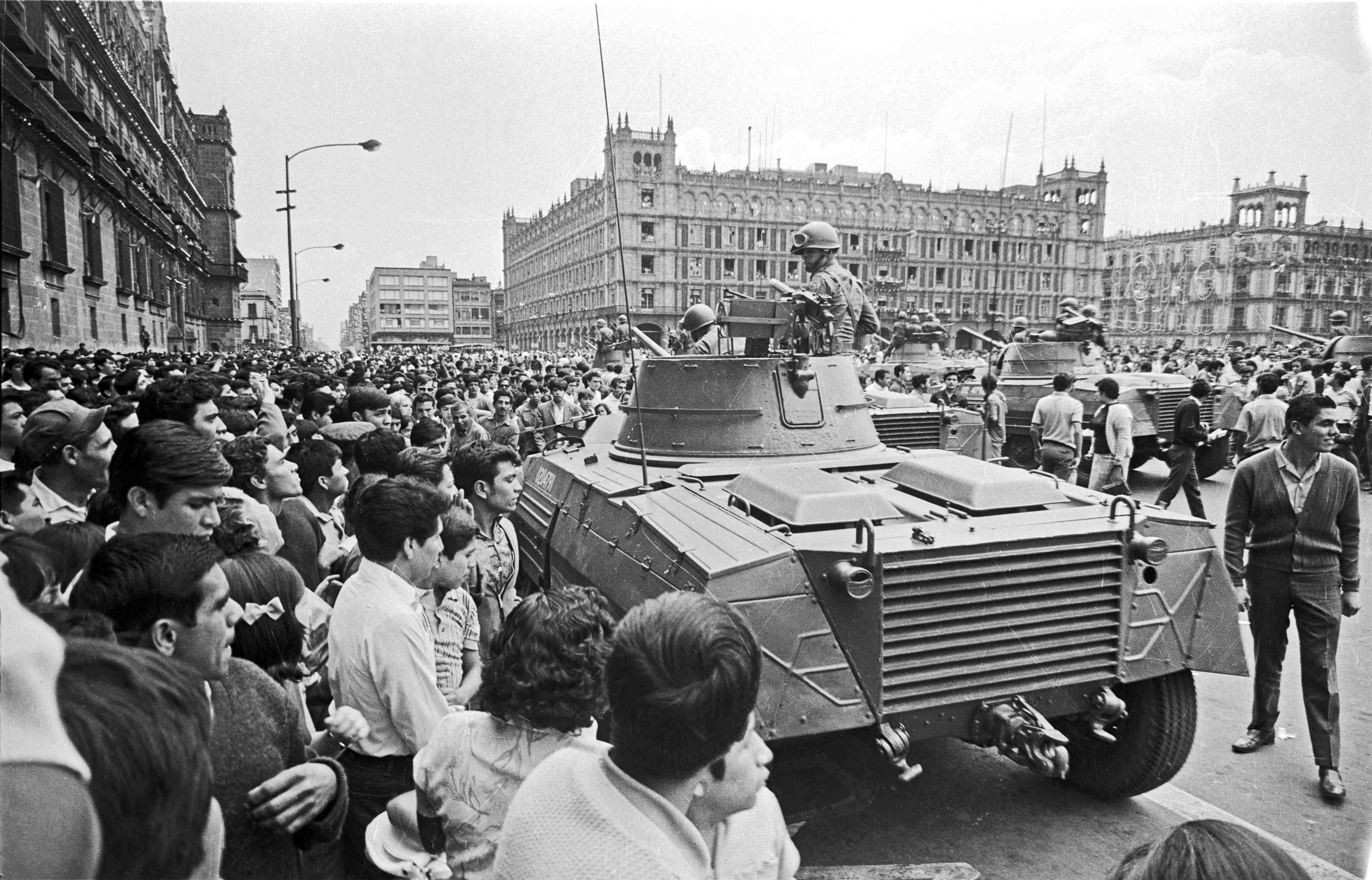
Demonstrace v Mexiku, které vyvrcholily masakrem až 300 lidí 2. října 1968

- 2. října – Nejméně desítky lidí bylo zastřeleno během demonstrace v městské části Mexika Tlatelolco.
- 12.–27. října
  - Letní olympijské hry v Mexiku
  - Rovníková Guinea vyhlásila nezávislost na Španělsku.
- 5. listopadu – V amerických prezidentských volbách zvítězil republikánský kandidát Richard Nixon.
- 20. listopadu – Ve Slovinsku byl ustaven hlavní štáb Teritoriální obrany, jež v Jugoslávii vznikla v důsledku srpnové invaze okupačních vojsk do Československa.
- Silniční aféra v Jugoslávii
- Studentské nepokoje v Prištině

## Věda
- 11.–22. října – Apollo 7 – první americký let do vesmíru v rámci programu Apollo s tříčlennou posádkou, první pilotovaný let s použitím rakety Saturn IB.
- 21.–27. prosince – Apollo 8 – druhý pilotovaný let programu Apollo, 24. prosince poprvé uskutečnila lidská posádka oblet Měsíce.
- Vytvoření algoritmu A* Peterem Hartem, Nilsem Nilssonem a Bertramem Raphaelem. Tento algoritmus se používá pro vyhledávání optimálních cest v grafech.

## Umění
- 16.–18. června – festival populární hudby v Monterey v americké Kalifornii.
- 1. listopadu – Marta Kubišová, Helena Vondráčková a Václav Neckář založili Golden Kids
- 20. listopadu – V Royal Variety Show v Londýně vystoupily před anglickou královnou Alžbětou americké Supremes s Dianou Ross. Závěrečný aplaus trval 2 minuty.
- 22. listopadu – Britská kapela Beatles vydala tzv. Bílé album.
- 1. prosince – Jan Werich „emigroval podruhé“ do USA za Jiřím Voskovcem.[zdroj?]
- V Československu měly premiéru filmy Bohouš, Čest a sláva, Farářův konec, Naše bláznivá rodina, Nebeští jezdci, Nejlepší ženská mého života, Pasťák, Přísně tajné premiéry, Rozmarné léto, Spalovač mrtvol, Šíleně smutná princezna, Všichni dobří rodáci, Zločin v šantánu, Žert aj.
- Premiéry filmů 2001: Vesmírná odysea, Četník se žení, Hanba, Planeta opic, Tenkrát na Západě, Tonoucí se stébla chytá, Ukradené polibky, Vinnetou a Old Shatterhand v Údolí smrti, Yellow Submarine aj.
- Vznikly hudební kapely Led Zeppelin, Black Sabbath, Deep Purple, Blue Effect, The Plastic People of the Universe, Nazareth, Accept, Progres 2, Sweet, King Crimson, Yes aj.

## Nobelova cena
- Nobelova cena za fyziku – Luis Walter Alvarez
- Nobelova cena za chemii – Lars Onsager
- Nobelova cena za fyziologii a lékařství – Robert W. Holley, Har Gobind Khorana a Marshall Warren Nirenberg
- Nobelova cena za literaturu – Jasunari Kawabata
- Nobelova cena za mír – René Cassin

## Narození
Automatický abecedně řazený seznam existujících biografií viz Kategorie:Narození v roce 1968

### Česko
- 10. ledna – Martin Janouš, herec

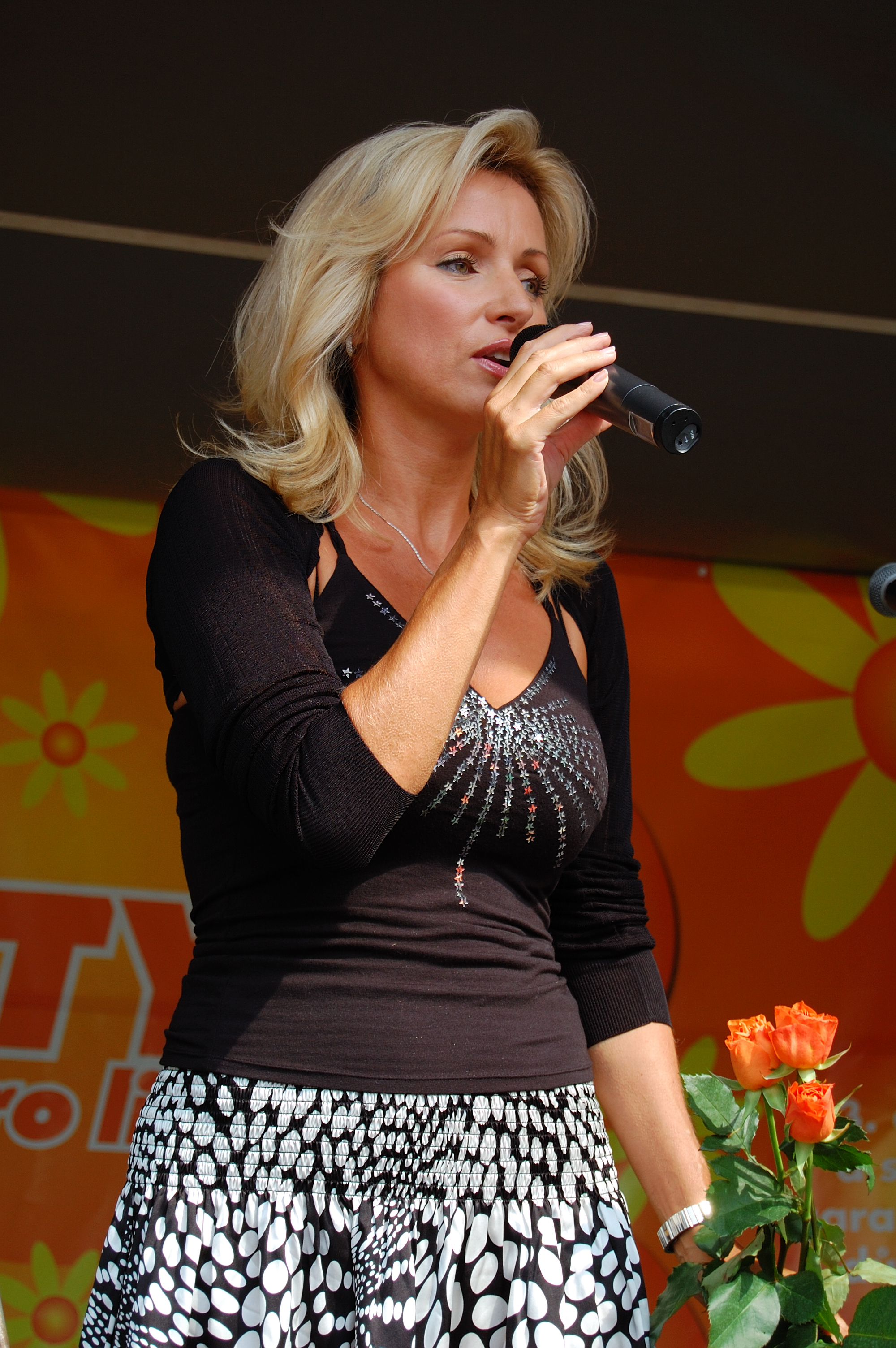
Kateřina Brožová (* 9. února)

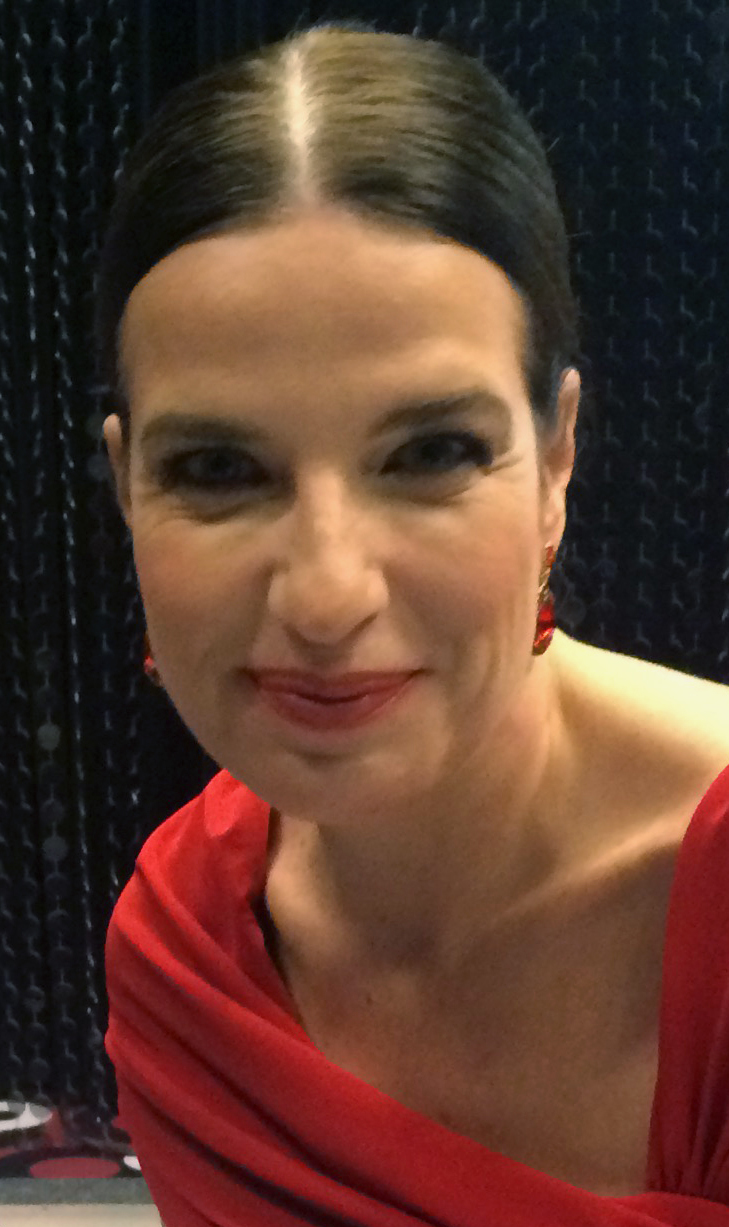
Michaela Jílková (* 30. března)

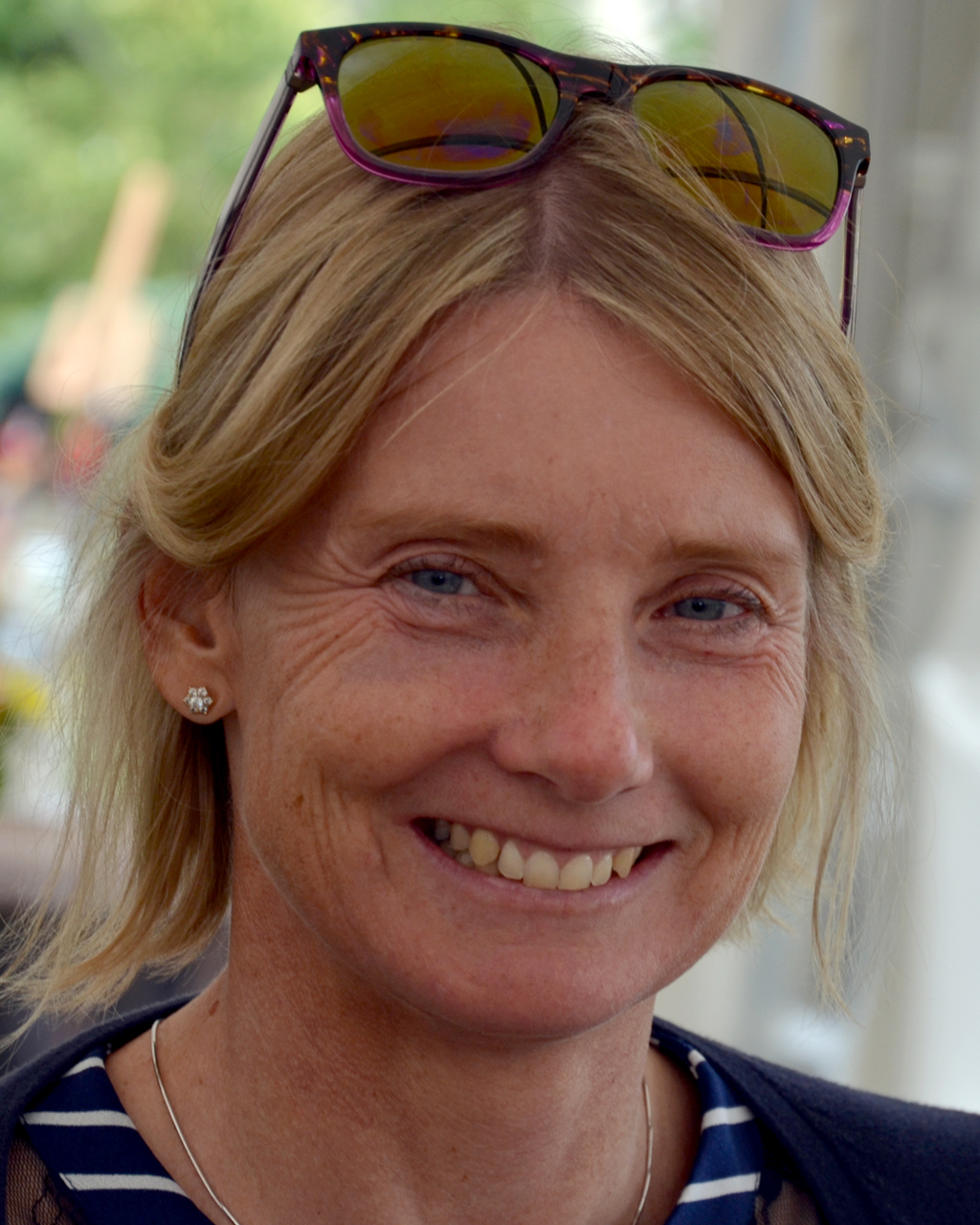
Štěpánka Hilgertová (* 10. dubna)

- 13. ledna – Ester Kočičková, moderátorka a zpěvačka
- 15. ledna – Andrea Holíková, tenistka
- 23. ledna – Petr Korda, tenista
- 9. února – Kateřina Brožová, herečka
- 6. března – Pavlína Nytrová, politička
- 10. března – Pavel Srniček, fotbalista († 29. prosince 2015)
- 17. března – Tomáš Holý, dětský herec († 8. března 1990)
- 30. března – Michaela Jílková, moderátorka a novinářka
- 3. dubna – Alexandr Flek, překladatel Bible
- 4. dubna – Jan Bubeník, politický aktivista
- 8. dubna – Michaela Kuklová, herečka
- 10. dubna – Štěpánka Hilgertová, sportovkyně
- 19. dubna
  - Michael Drozd, sportovec († 3. ledna 2023)
  - Michal Penk, hudebník
- 4. května – Leoš Noha, herec
- 7. května – Tereza Brodská, herečka
- 8. května – Jakub Špalek, herec
- 14. května – Miroslav Singer, ekonom, guvernér České národní banky
- 15. května – Václav Kočka, podnikatel († 9. října 2008)
- 17. května – Pavel Horňák, zpěvák a soudce
- 30. května – Martin C. Putna, literární historik, překladatel, kritik
- 1. června – Daniel Hůlka, zpěvák
- 6. června – Petr Hradil, herec a hudebník
- 1. července – Aleš Zbořil, herec a moderátor
- 3. července – Roman Janoušek, podnikatel
- 14. července – Václav Bartuška, diplomat a politik
- 19. července – Pavel Kuka, fotbalista
- 28. července
  - Pavel Brycz, spisovatel
  - Zdeněk Vaněk, československý házenkář
- 1. srpna – Miloš Čermák, novinář
- 2. srpna – Iveta Toušlová, moderátorka a novinářka
- 22. srpna – Radek Holub, herec
- 11. září – Jaroslav Tvrdík, politik
- 29. září – Michal Dlouhý, herec, bratr herce Vladimíra Dlouhého
- 30. září – Vanda Hybnerová, herečka
- 2. října – Jana Novotná, tenistka († 19. listopadu 2017)
- 9. října – František Fuka, publicista, skladatel a programátor
- 4. listopadu
  - Radovan Krejčíř, podnikatel
  - Daniel Landa, zpěvák, příležitostný herec
- 10. listopadu – Marek Benda, politik
- 12. listopadu – Josef Jandač, hokejista a trenér
- 18. listopadu
  - Martin Sitta, herec
  - Lucie Zedníčková, herečka
- 19. listopadu – Klaudius Kryšpín, bubeník
- 28. listopadu – Petr Kubis, politik, starosta města Sokolov
- 2. prosince – Jiří Dopita, lední hokejista
- 20. prosince – Karel Krejčí, fotbalista
- 21. prosince – Pavlína Kafková, herečka

### Svět

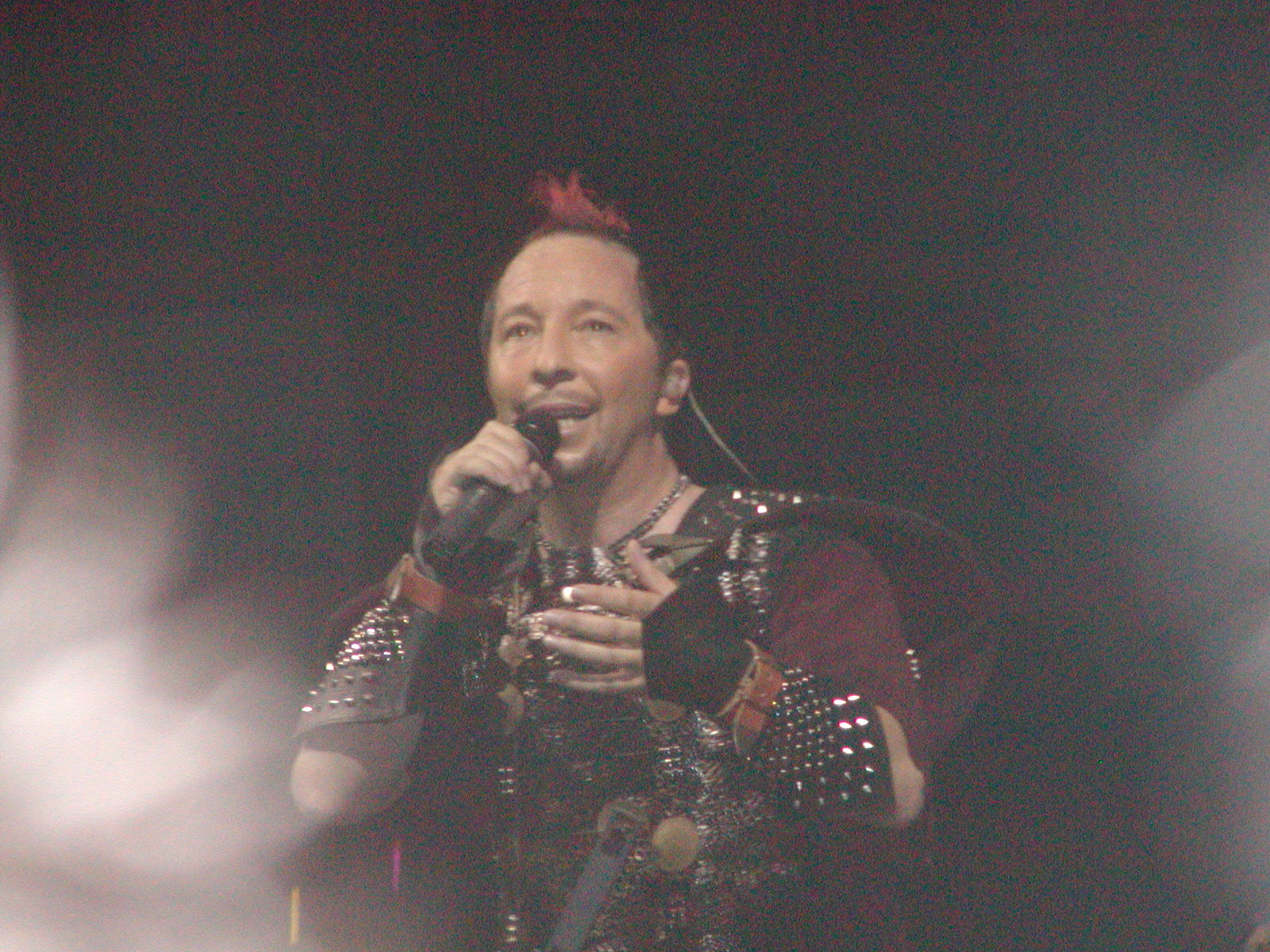
DJ BoBo (* 5. ledna)

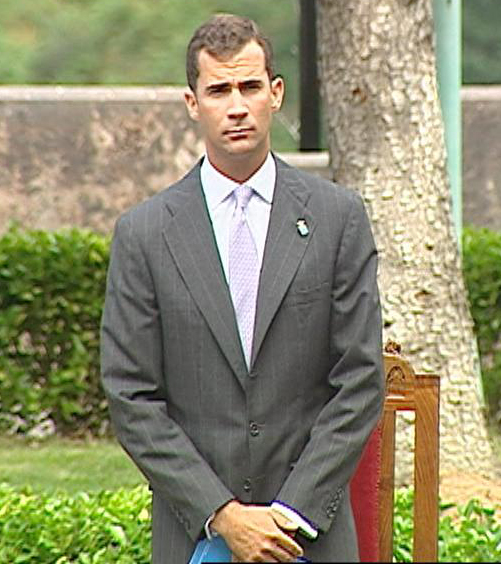
Filip VI. Španělský (* 30. ledna)

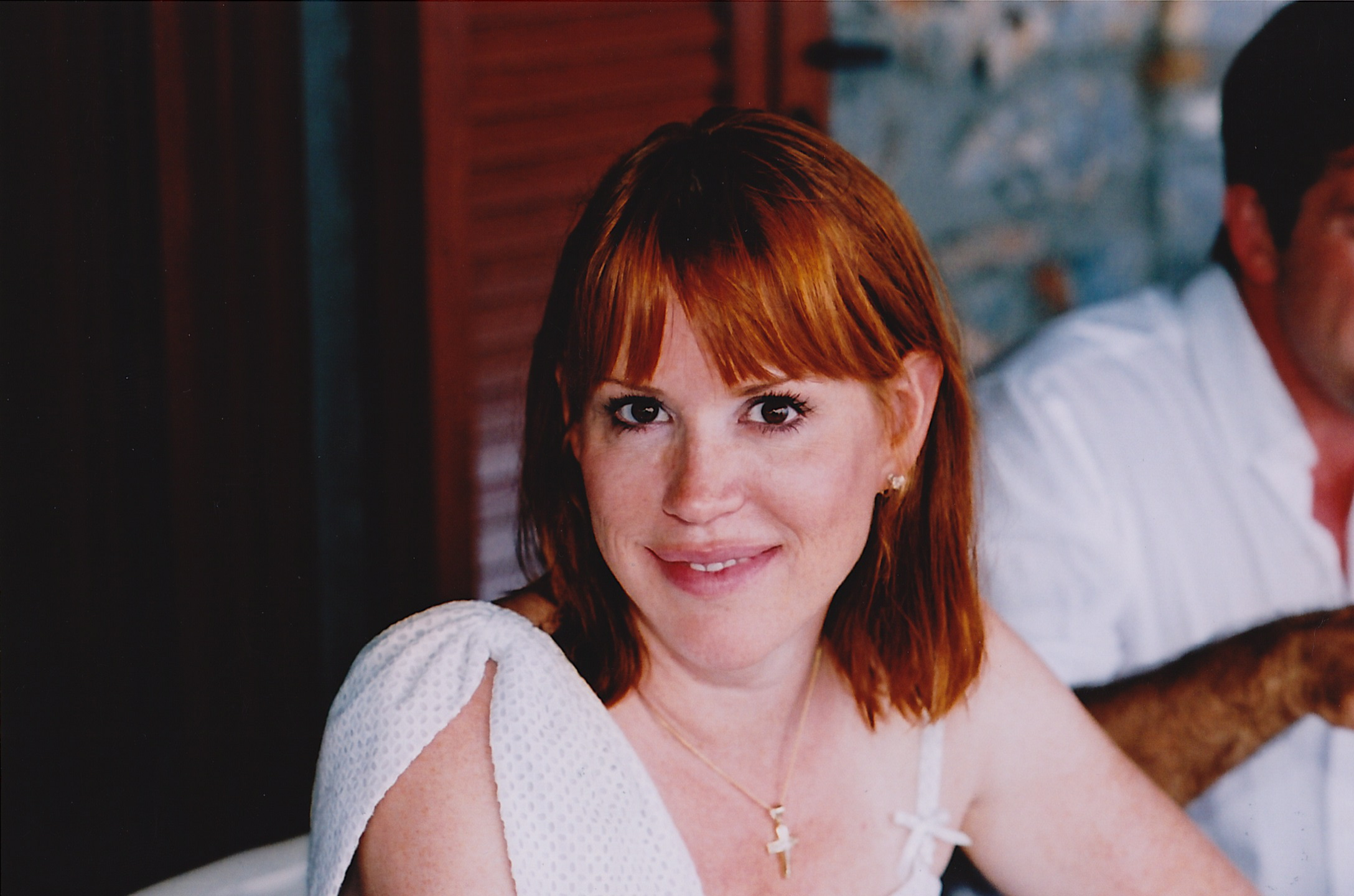
Molly Ringwald (* 18. února)

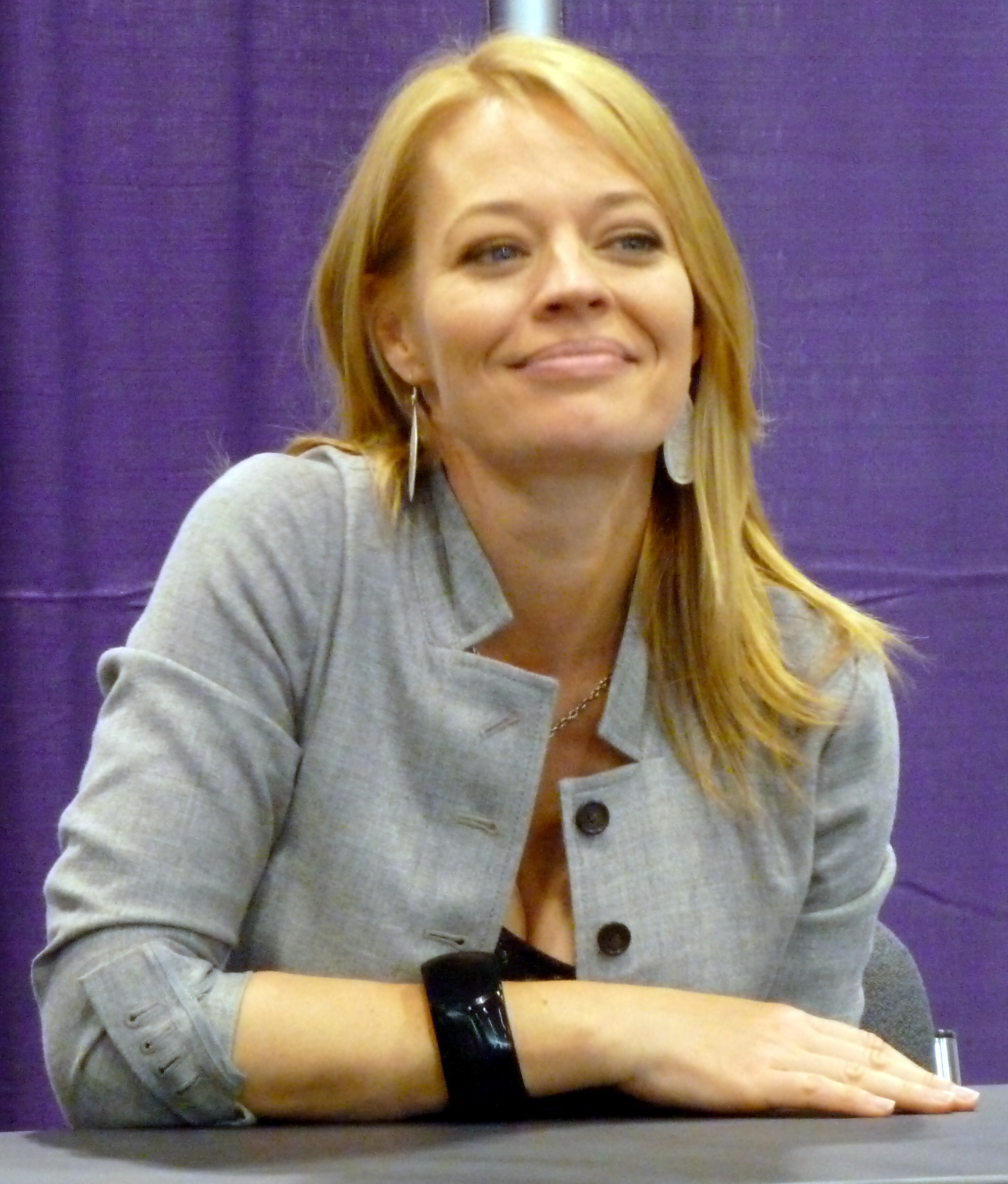
Jeri Ryan (* 22. února)

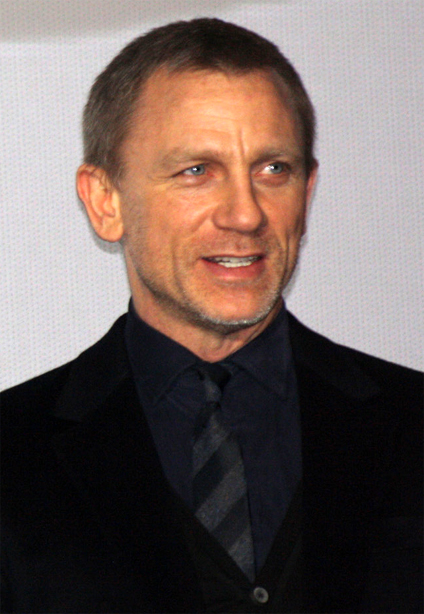
Daniel Craig (* 2. března)

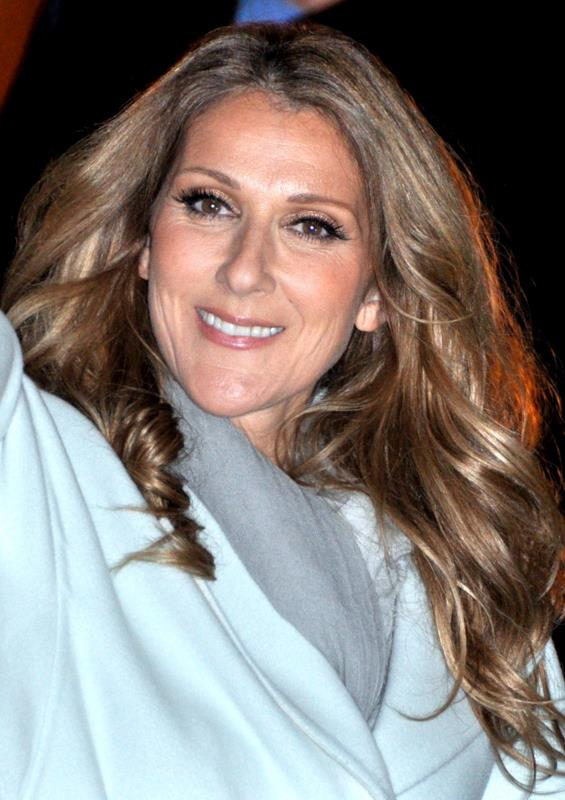
Céline Dion (* 30. března)

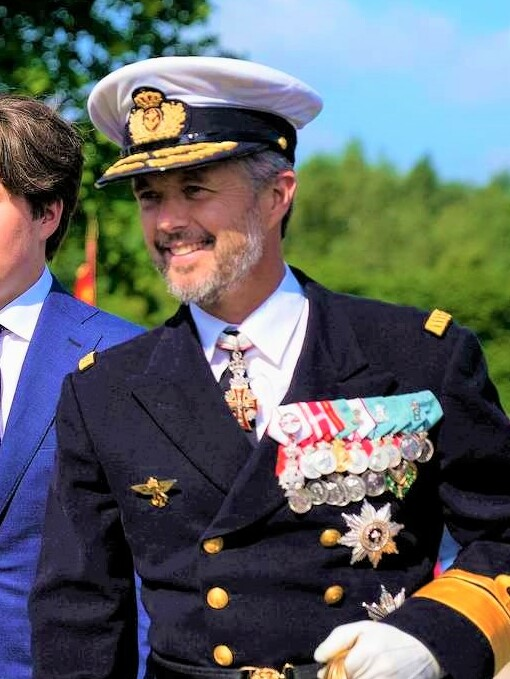
Frederik X. (* 26. května)

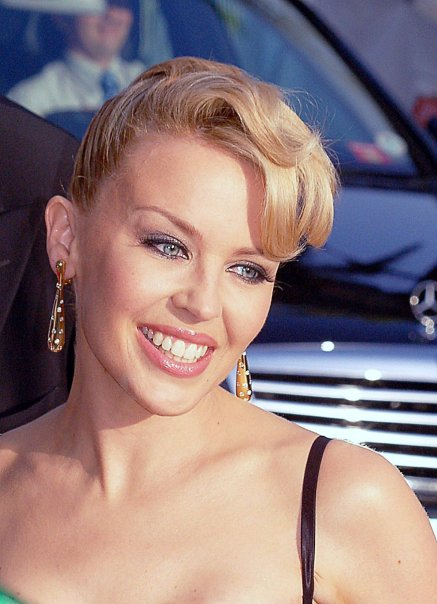
Kylie Minogue (* 28. května)

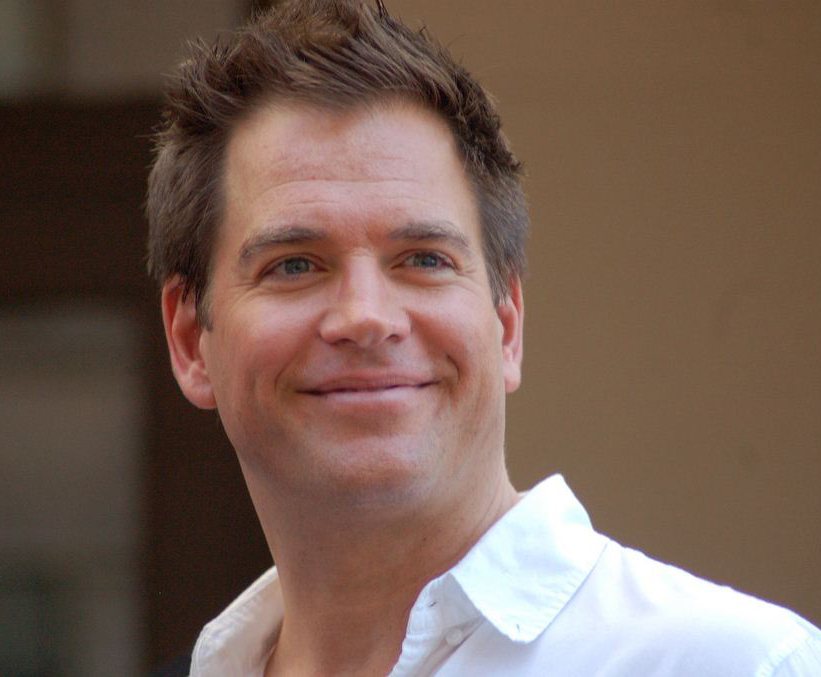
Michael Weatherly (* 8. července)

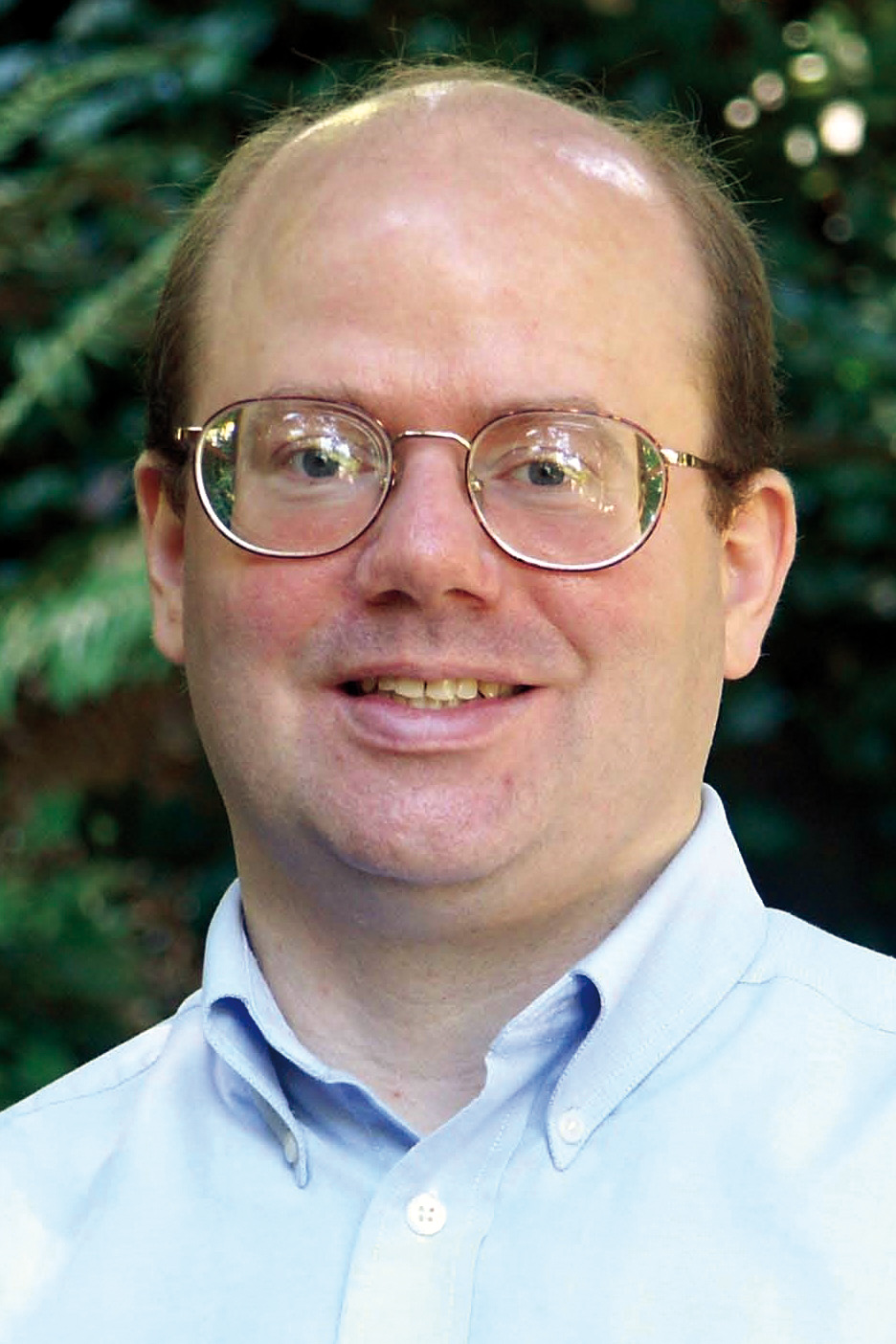
Larry Sanger (* 16. července)

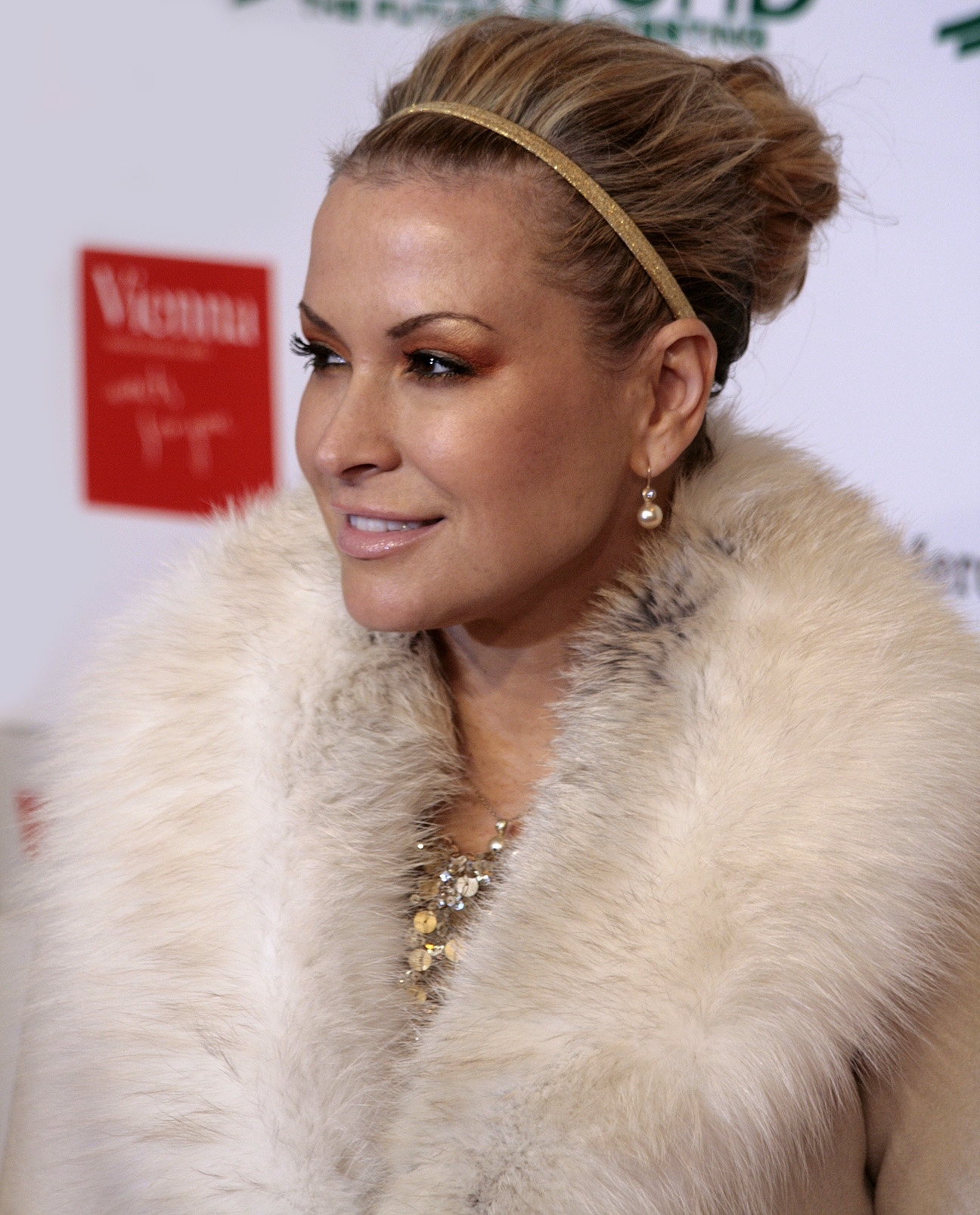
Anastacia (* 17. září)

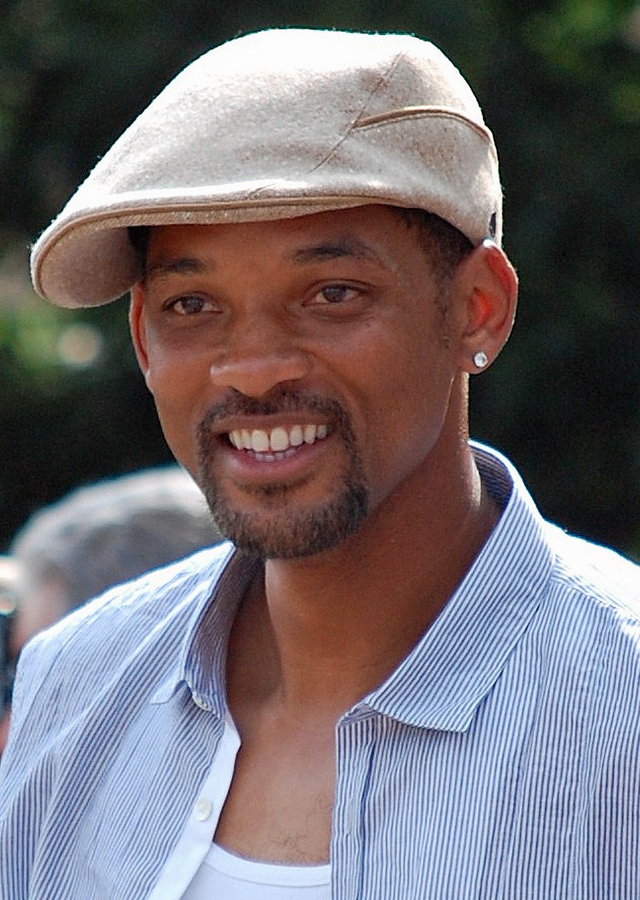
Will Smith (* 25. září)

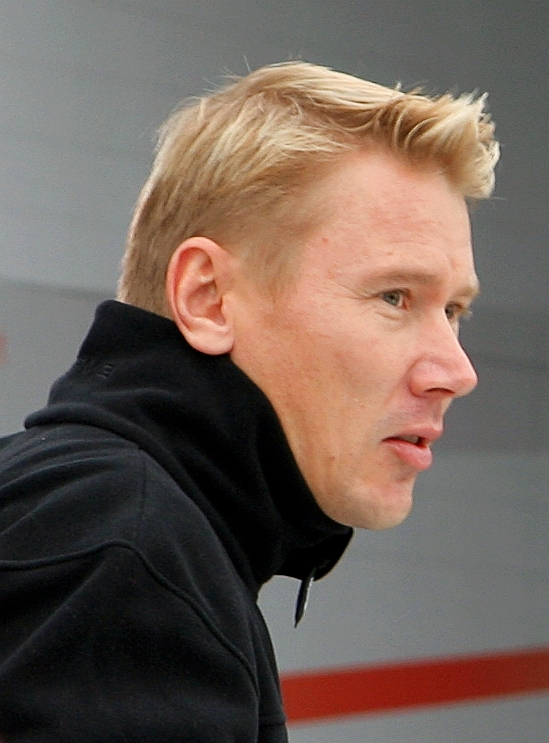
Mika Häkkinen (* 28. září)

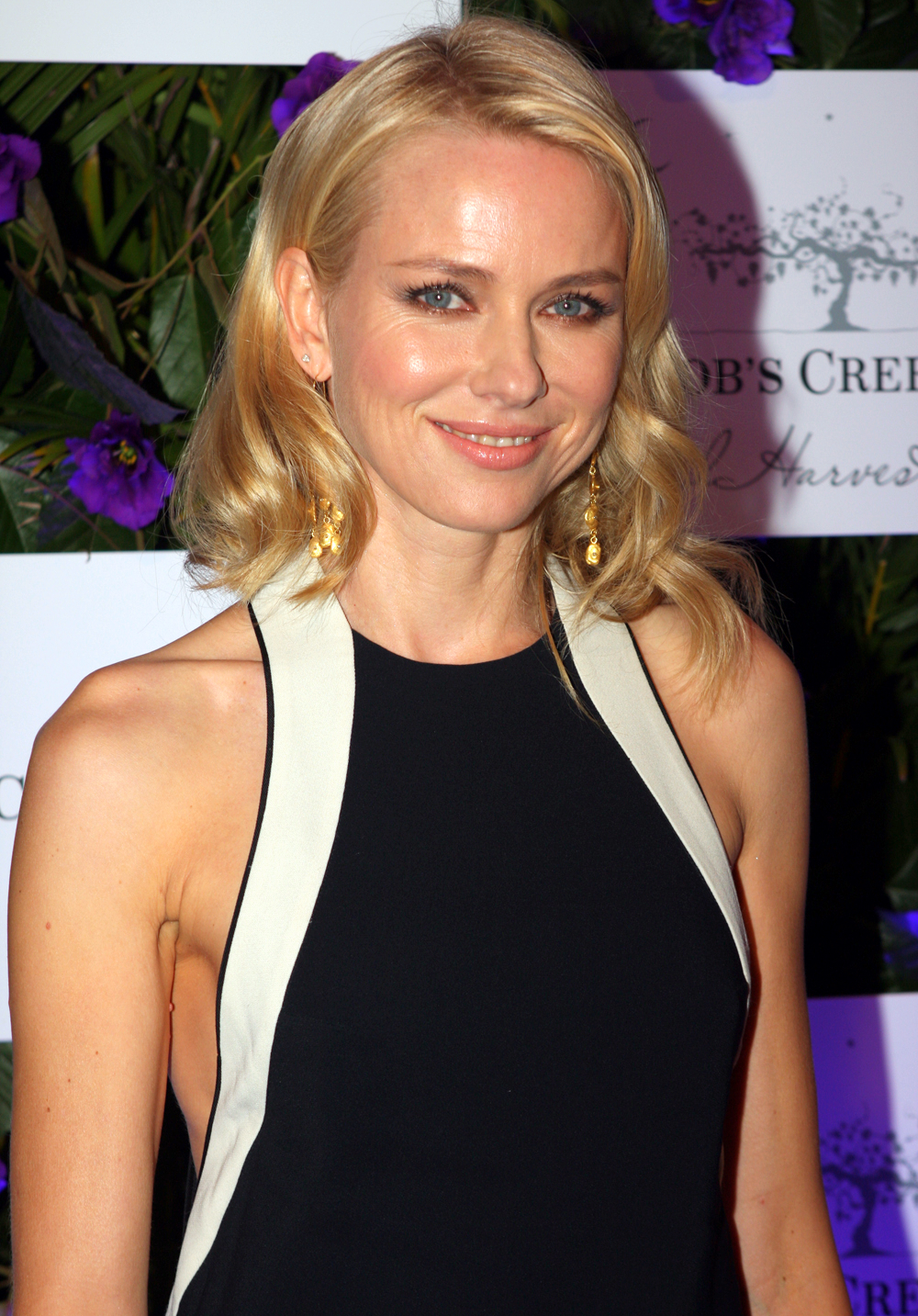
Naomi Wattsová (* 28. září)

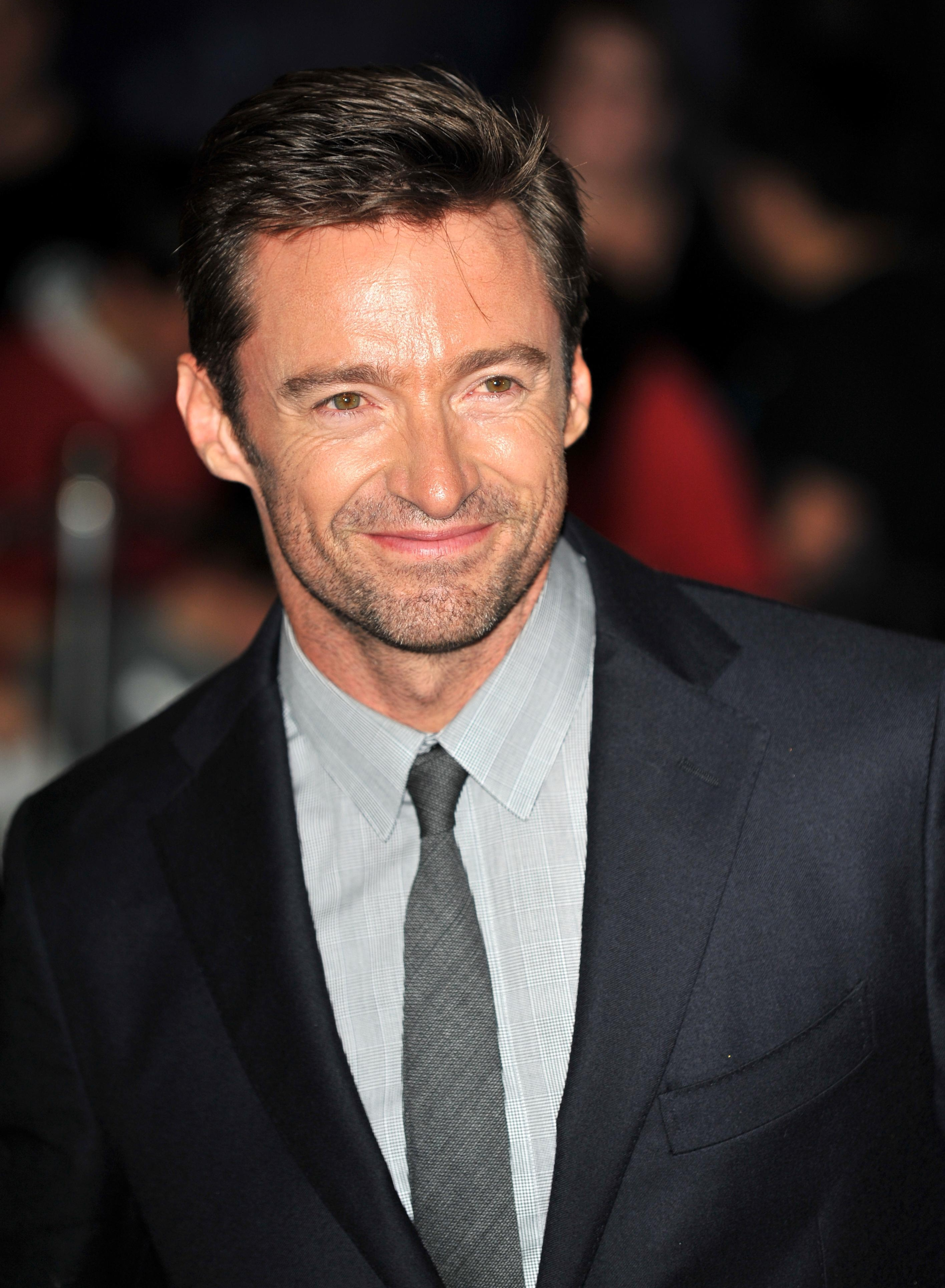
Hugh Jackman (* 12. října)

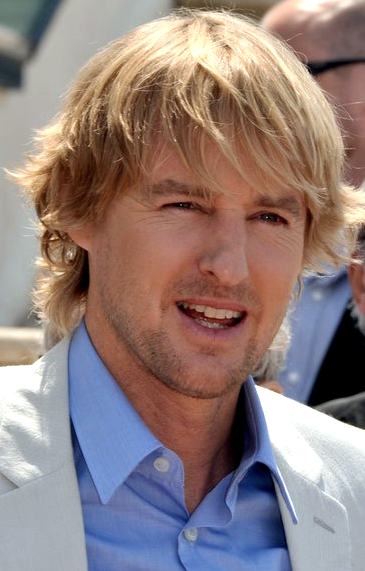
Owen Wilson (* 18. listopadu)

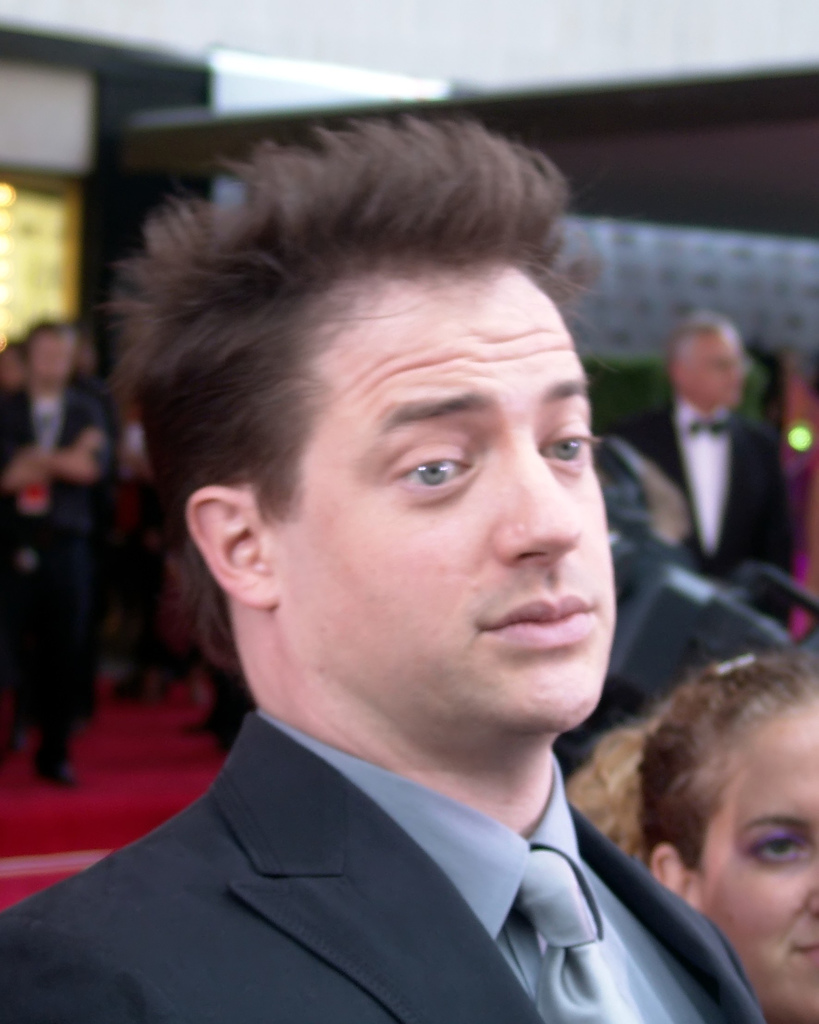
Brendan Fraser (* 3. prosince)

- 01. ledna – Davor Šuker, chorvatský fotbalista
- 02. ledna – Anky van Grunsvenová, nizozemská parkurová jezdkyně
- 05. ledna – DJ BoBo, švýcarský zpěvák
- 12. ledna – Richard Sulík, slovenský politik
- 15. ledna – Iñaki Urdangarin, španělský házenkář
- 17. ledna – Světlana Mastěrkovová, ruská běžkyně na středních tratích
- 20. ledna – Hauwa Ibrahimová, nigerijská právnička a aktivistka
- 22. ledna – Franka Dietzschová, německá atletka diskařka
- 23. ledna – Ľubomír Kolník, slovenský hokejista
- 24. ledna – Michael Kiske, německý hudebník a skladatel
- 25. ledna – Peter Sklár, slovenský herec
- 27. ledna
  - Mike Patton, americký zpěvák, skladatel, producent a herec
  - Tricky, britský hudebník
- 28. ledna
  - Marnie McBeanová, kanadská veslařka
  - Sarah McLachlan, kanadská zpěvačka
- 29. ledna – Edward Burns, americký herec
- 30. ledna – Filip VI. Španělský, španělský král
- 01. února
  - Lisa Marie Presleyová, americká zpěvačka († 12. ledna 2023)
  - Mark Recchi, kanadský hokejista
- 05. února – Marcus Grönholm, finský rallyový jezdec
- 07. února – Peter Bondra, slovenský hokejista
- 12. února – Josh Brolin, americký herec
- 13. února
  - Kelly Hu, americká herečka
  - Niamh Kavanagh, irská zpěvačka
- 18. února – Molly Ringwald, americká herečka
- 22. února – Jeri Ryan, americká herečka
- 25. února – Oumou Sangaré, malijská zpěvačka
- 26. února – Tim Commerford, americký baskytarista
- 02. března – Daniel Craig, britský herec, představitel Jamese Bonda
- 04. března – Patsy Kensit, britská modelka, herečka a zpěvačka.
- 06. března – Moira Kelly, americká herečka
- 09. března – Youri Djorkaeff, francouzský fotbalista
- 12. března – Aaron Eckhart, americký herec
- 15. března
  - Sabrina Salerno, italská zpěvačka, modelka a herečka
  - Jon Schaffer, americký kytarista
- 16. března – Adílson Batista, brazilský fotbalista.
- 20. března – Lawrence Makoare, novozélandský herec
- 22. března – Euronymous, norský kytarista († 10. srpna 1993)
- 23. března
  - Damon Albarn, britský zpěvák, klávesista a autor písní
  - Fernando Hierro, španělský fotbalista
- 26. března – Kirsten Barnesová, kanadská veslařka
- 29. března – Lucy Lawlessová, novozélandská herečka a zpěvačka
- 30. března
  - Céline Dion, kanadská zpěvačka
  - Guido Köstermeyer, německý sportovní lezec
- 01. dubna – Ingrid Klimke, německá jezdkyně na koni
- 03. dubna – Sebastian Bach, kanadský heavy metalový zpěvák
- 07. dubna – Jennifer Lynchová, americká filmová režisérka, scenáristka a producentka, dcera
- 08. dubna – Patricia Arquette, americká herečka
- 11. dubna – Sergej Lukjaněnko, ruský spisovatel
- 13. dubna – Margrethe Vestagerová, dánská politička a evropská komisařka
- 15. dubna – Ed O'Brien, britský kytarista
- 16. dubna – Martin Dahlin, švédský fotbalista
- 18. dubna – David Hewlett, britský herec
- 19. dubna – Mswati III., svazijský král
- 20. dubna – Jelena Vjalbeová, ruská běžkyně na lyžích
- 24. dubna – Aidan Gillen, irský herec
- 25. dubna – Thomas Strunz, německý fotbalista
- 27. dubna – Cristian Mungiu, rumunský filmový režisér a scenárista
- 29. dubna
  - Dan Ariely, americký ekonom, psycholog a profesor
  - Kolinda Grabarová Kitarovićová, chorvatská prezidentka
- 01. května –Oliver Bierhoff, německý fotbalista a funkcionář
- 04. května – Francesca Bortolozziová, italská sportovní šermířka
- 07. května – Traci Lords, americká herečka
- 9. května
  - Marie-José Pérecová, francouzská atletka – běžkyně
  - Nataša Pircová Musarová, slovinská prezidentka
- 12. května – Tony Hawk, americký skateboardista
- 15. května – Cecilia Malmströmová, švédská politička a evropská komisařka
- 20. května – Waisale Serevi, fidžijský ragbista
- 24. května – Hashim Thaçi, kosovský premiér
- 26. května – Frederik X., dánský král
- 28. května – Kylie Minogue, australská zpěvačka
- 01. června
  - Mathias Rust, německý amatérský letec
  - Jason Donovan, australský zpěvák a herec
- 2. června – Talant Dujšebajev, španělský házenkář
- 5. června – Marietta Uhden, německá sportovní lezkyně a trenérka († 24. listopadu 2014)
- 10. června
  - The D.O.C., americký raper
  - Jimmy Shea, americký skeletonista
- 20. června – Robert Rodriguez, americký filmový režisér, producent, scenárista a skladatel
- 22. června – Melinda Nadjová Abonjiová, švýcarská spisovatelka
- 23. června – Tiken Jah Fakoly, zpěvák a autor reggae písní z Pobřeží slonoviny
- 24. června – Boris Gelfand, izraelský šachista
- 26. června
  - Guðni Thorlacius Jóhannesson, islandský historik a prezident
  - Paolo Maldini, italský fotbalista
- 30. června – Phil Anselmo, americký heavy metalový zpěvák
- 03. července
  - Ramuš Haradinaj, kosovský premiér
  - Teppo Numminen, finský hokejista
- 05. července – Hedi Slimane, francouzský módní fotograf a návrhář.
- 07. července – Jorja Fox, americká herečka
- 08. července – Michael Weatherly, americký herec
- 09. července – Paolo Di Canio, italský fotbalista
- 10. července – Hassiba Boulmerka, alžírská atletka, běžkyně na střední tratě
- 16. července – Larry Sanger, americký filozof, informatik a spoluzakladatel Wikipedie
- 23. července – Stephanie Seymourová, americká herečka a modelka
- 24. července – Kristin Chenoweth, americká herečka a zpěvačka
- 26. července
  - Olivia Williamsová, anglická herečka
  - Yasmine Pahlaví, manželka posledního íránského prince
- 27. července
  - Maria Grazia Cucinottová, italská herečka a modelka
  - Julian McMahon, australský herec († 2. července 2025)
- 29. července – Alan Cox, britský programátor
- 30. července
  - Robert Korzeniowski, polský atlet
  - Sofie Gråbøl, dánská herečka
- 02. srpna – Stefan Effenberg, německý fotbalista
- 04. srpna – Daniel Dae Kim, americký herec
- 05. srpna
  - Marine Le Penová, francouzská politička
  - Colin McRae, skotský automobilový rallye závodník († 15. září 2007)
- 07. srpna – Martin Max, německý fotbalista
- 09. srpna
  - Eric Bana, australský herec
  - Gillian Andersonová, americká herečka
- 10. srpna – Cujoši Kitazawa, japonský fotbalista
- 11. srpna – Lorenzo Bernardi, italský volejbalista
- 14. srpna
  - Catherine Bell, britská herečka
  - Jason Leonard, anglický ragbista
- 15. srpna – Debra Messingová, americká herečka
- 17. srpna
  - Anja Fichtelová, německá sportovní šermířka
  - Helen McCroryová, britská herečka († 16. dubna 2021)
- 22. srpna – Emanuela Pierantozziová, italská judistka
- 28. srpna
  - Billy Boyd, britský herec
  - Ján Svorada, slovenský a český cyklista
- 01. září – Muhammad Atta, arabský terorista
- 02. září
  - Cynthia Watrosová, americká herečka
  - Silvia Petöová, slovenská herečka († 31. května 2019)
- 04. září – Natacha Amalová, belgická herečka
- 05. září – Brad Wilk, americký bubeník
- 07. září – Marcel Desailly, francouzský fotbalista
- 08. září – Ray Wilson, britský zpěvák a kytarista
- 10. září
  - Deon Hemmingsová, jamajská atletka
  - Andreas Herzog, rakouský fotbalista
  - Juan Maldacena, americký fyzik
  - Florence Nibart-Devouard, francouzská zemědělská inženýrka a předsedkyně správní rady Nadace Wikimedia
  - Guy Ritchie, britský režisér
- 16. září – Marc Anthony, americký zpěvák, herec a producent
- 17. září
  - Anastacia, americká zpěvačka
  - Tito Vilanova, španělský fotbalista a fotbalový trenér († 25. dubna 2014)
- 18. září – Toni Kukoč, chorvatský basketbalista
- 19. září – Lila Downs, mexická zpěvačka
- 22. září – David Bisconti, argentinský fotbalista
- 23. září
  - Zuzana Mauréry, slovenská herečka a zpěvačka
  - Wendelin Werner, německo-francouzský matematik
- 25. září
  - Johan Friso, nizozemský princ († 12. srpna 2013)
  - Will Smith, americký herec a rapper
- 26. září – Jim Caviezel, americký herec
- 27. září – Mari Kiviniemiová, finská premiérka
- 28. září
  - Mika Häkkinen, finský automobilový závodník
  - Naomi Wattsová, australská herečka
- 29. září
  - Dragan Škrbić, srbský házenkář
  - Pat Lam, samojský ragbista
- 07. října
  - Marco Beltrami, italský skladatel filmové hudby
  - Thom Yorke, britský zpěvák
- 08. října
  - Zvonimir Boban, chorvatský fotbalista
  - Emily Procterová, americká herečka
- 12. října – Hugh Jackman, australský herec
- 15. října – Didier Deschamps, francouzský fotbalista
- 17. října – Ziggy Marley, jamajský reggae hudebník
- 18. října
  - Lisa Chappell, novozélandská herečka a zpěvačka
  - Michael Stich, německý tenista
- 26. října – Robert Jarni, chorvatský fotbalista
- 29. října – Johann Olav Koss, norský rychlobruslař
- 30. října – Ursula Poznanski, rakouská spisovatelka
- 1. listopadu – Lina Čerjazovová, uzbecká akrobatická lyžařka († 23. března 2019)
- 02. listopadu – Jaume Balagueró, španělský filmový režisér, scenárista a producent
- 05. listopadu – Sam Rockwell, americký herec
- 06. listopadu
  - Vlastimil Plavucha, slovenský hokejista
  - Kjetil Rekdal, norský fotbalista
- 08. listopadu
  - Zoltán Horváth, slovenský politik
  - Parker Poseyová, americká herečka
- 11. listopadu – Gorki Águila, kubánský hudebník a disident
- 15. listopadu – Deborah Jinová, americká fyzička († 15. září 2016)
- 18. listopadu
  - František Kašický, slovenský politik
  - Ľubomír Sekeráš, slovenský hokejista
  - Owen Wilson, americký herec
- 22. listopadu
  - Rasmus Lerdorf, dánsko-kanadský programátor
  - Irina Privalovová, ruská atletka
- 24. listopadu – Bülent Korkmaz, turecký fotbalista
- 25. listopadu – Jill Hennessy, kanadská herečka
- 30. listopadu – Laurent Jalabert, francouzský cyklista
- 02. prosince
  - Lucy Liu, americká herečka
  - Nate Mendel, americký baskytarista,
- 03. prosince – Brendan Fraser, americký herec
- 06. prosince – Olaf Lubaszenko, polský herec a režisér
- 09. prosince – Kurt Angle, americký wrestler, herec a zápasník volnostylař
- 11. prosince – Monique Garbrechtová-Enfeldtová, německá rychlobruslařka
- 17. prosince – Claudio Suárez, mexický fotbalový obránce
- 18. prosince
  - Mario Basler, německý fotbalista
  - Rachel Griffiths, australská herečka
  - Alejandro Sanz, španělský zpěvák
- 19. prosince – Kristina Keneallyová, australská politička
- 22. prosince – Dina Meyerová, americká herečka
- 25. prosince – Helena Christensenová, dánská modelka, fotografka a módní návrhářka
- 28. prosince
  - Jozef Daňo, slovenský hokejista
  - Světlana Kapaninová, ruská akrobatická pilotka

## Úmrtí
Automatický abecedně řazený seznam existujících biografií viz Kategorie:Úmrtí v roce 1968

### Česko

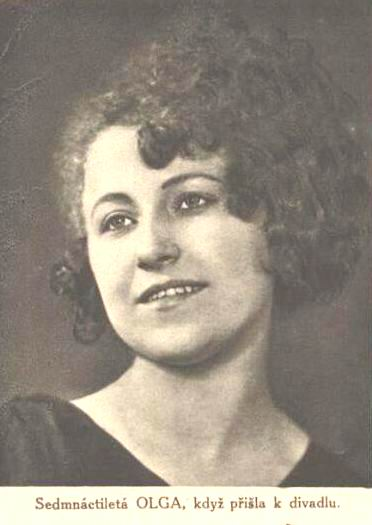
Olga Scheinpflugová († 13. dubna)

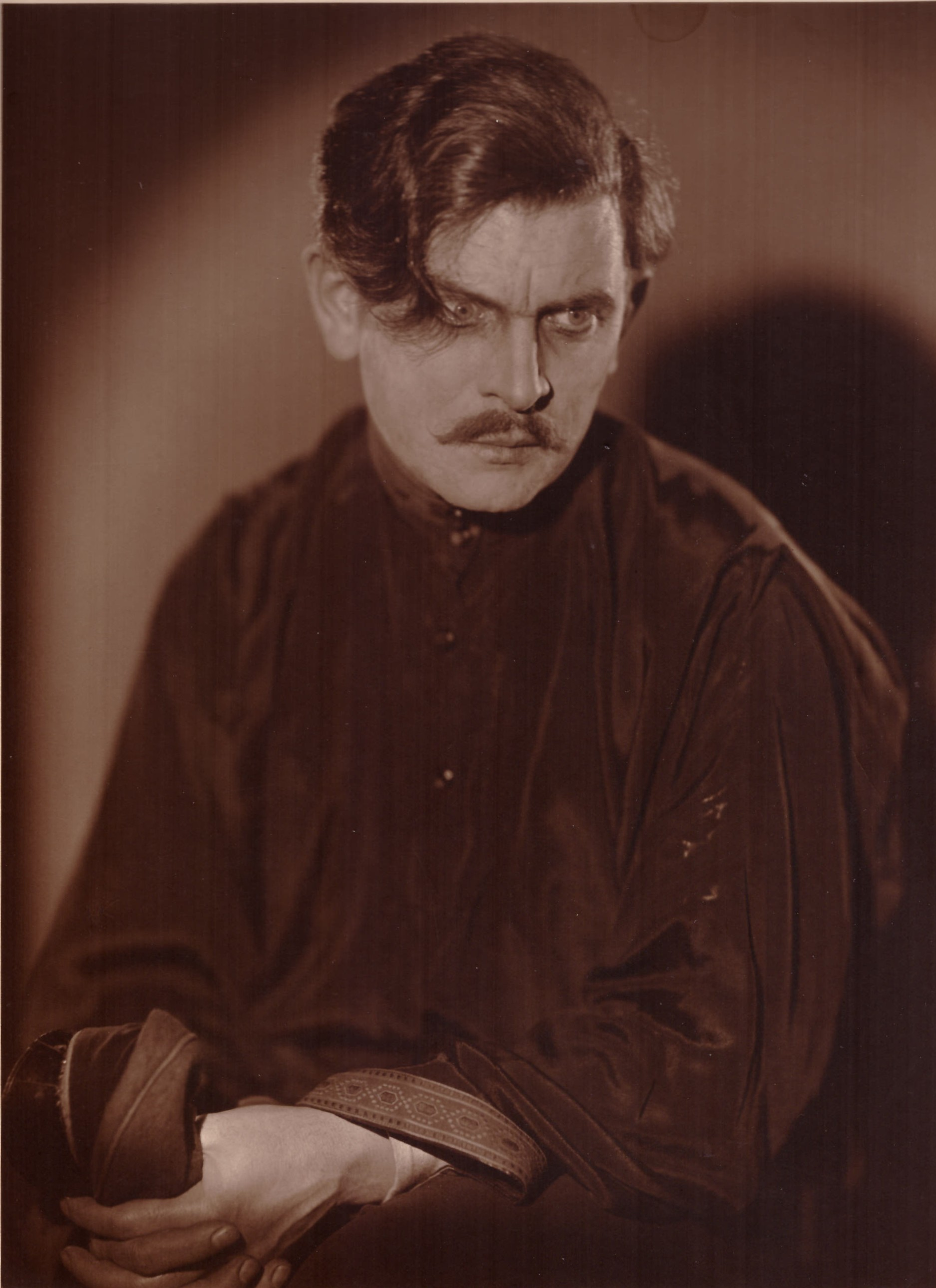
Zdeněk Štěpánek († 20. června)

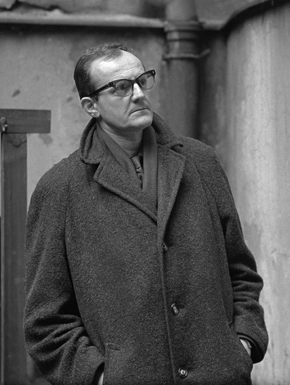
Vladimír Boudník († 5. prosince)

- 8. ledna – Ctibor Malý, fotbalista a hokejista (* 7. prosince 1885)
- 25. ledna – Jan Hromádka, geograf (* 18. prosince 1886)
- 27. ledna – Jan Valášek, filmový režisér, scenárista a herec (* 1. července 1926)
- 4. února – Josef Augusta, paleontolog a popularizátor vědy (* 17. března 1903)
- 11. února – Josef Kapinus, spisovatel, sochař a malíř (* 12. září 1900)
- 21. února – Jan Krines, chodský kronikář (* 23. června 1897)
- 22. února – Jaroslav Stuka, dirigent, sbormistr, hudební skladatel a pedagog (* 29. prosince 1883)
- 26. února – Valérie Hachla-Myslivečková, designérka, šperkařka, malířka a grafička (* 28. září 1878)
- 27. února – Ludvík Podéšť, hudební skladatel a dirigent (* 19. prosince 1921)
- 28. února – Antonín Tomalík, výtvarník (* 9. května 1939)
- 6. března – Iša Krejčí, hudební skladatel (* 10. července 1904)
- 7. března – Viktor Hájek, nejvyšší představitel Českobratrské církve evangelické (* 15. července 1900)
- 9. března – Josef Skalák, politik (* 30. října 1874)
- 10. března – Jan Poláček, sběratel hanáckých a slováckých lidových písní (* 12. listopadu 1896)
- 13. března – Bohumír Pokorný, hudební skladatel (* 8. listopadu 1877)
- 23. března – Leopold Škarek, provinciál jezuitů (* 10. listopadu 1874)
- 25. března – Bedřich Pokorný, důstojník československé tajné služby (* 6. března 1904)
- 31. března – Jan Němeček, hudební historik (* 25. února 1896)
- 1. dubna – Hynek Baťa, ředitel Baťových závodů (* 1898)
- 2. dubna – Josef Cibulka, historik umění a archeolog (* 1. července 1886)
- 4. dubna
  - Vladimír Vand, fyzik (* 6. února 1911)
  - František Rut Tichý, spisovatel (* 21. května 1886)
- 10. dubna – Jan Novák, fotbalista (* 5. července 1896)
- 11. dubna – Josef Vašica, teolog, filolog, biblista, literární historik (* 30. srpna 1884)
- 13. dubna – Olga Scheinpflugová, herečka a spisovatelka (* 3. prosince 1902)
- 21. dubna – Josef David, legionář, politik, místopředseda vlády (* 17. února 1884)
- 1. května – Václav Melzer, mykolog (* 26. srpna 1878)
- 2. května – Václav Oukropec, básník (* 15. května 1897)
- 4. května – Bohuš Heran, virtuóz na violoncello a hudební pedagog (* 7. února 1907)
- 10. května – Jiří Sever, fotograf a chemik (* 24. listopadu 1904)
- 18. května
  - Josef Bartík, generál a zpravodajský důstojník (* 30. června 1897)
  - Jaroslav Arnošt Trpák, novinář, redaktor, prozaik, překladatel (* 15. července 1892)
- 22. května – Adolf Novotný, teolog (* 27. června 1891)
- 26. května – Vlasta Hilská, překladatelka (* 22. června 1909)
- 28. května
  - Karel Rychlík, matematik (* 16. srpna 1885)
  - Josef Gruss, sportovec, lékař, sportovní organizátor (* 8. července 1884)
- 30. května – Josef Kranz, architekt a malíř (* 28. února 1901)
- 2. června – Marie Stejskalová, hospodyně v rodině Leoše Janáčka (* 1873)
- 12. června – Fidelio Fritz Finke, česko-německý hudební skladatel (* 22. října 1891)
- 20. června – Zdeněk Štěpánek, herec, režisér, dramatik (* 22. září 1896)
- 25. června – Vladimír Procházka, právník, ekonom, překladatel a politik (* 12. září 1895)
- 4. července – Ernst Mühlstein, architekt (* 11. června 1893)
- 14. července
  - Jindřich Kumpošt, architekt a urbanista (* 12. července 1891)
  - Otakar Fischer, ministr vnitra Protektorátu Čechy a Morava (* 15. května 1884)
- 19. července – Jaroslav Očenášek, hudební skladatel (* 10. února 1901)
- 27. července – Otto Eisler, architekt (* 1. června 1893)
- 21. srpna – Karel Duba, kytarista, hudební skladatel a kapelník (* 29. září 1929)
- 26. srpna – Martin Mac Frič, filmový režisér, scenárista, herec (* 29. března 1902)
- 2. září – Josef Urban, zápasník, stříbro na OH 1932 (* 17. června 1899)
- 5. září – Zikmund Jan Kapic, převor oseckého kláštera (* 27. listopadu 1888)
- 6. září – Ondřej Mézl, generál, legionář, velitel čs. vojenských misí v zahraničí (* 2. prosince 1887)
- 9. září – Alexandr Berndorf, spisovatel a regionální historik (* 13. dubna 1889)
- 16. září – Frank Hanuš Argus, důstojník, spisovatel, překladatel a příležitostný herec (* 22. září 1902)
- 25. září – František Branislav, básník (* 16. června 1900)
- 11. října – Leopold Šrom, vojenský letec (* 8. září 1917)
- 17. října
  - Vavřín Krčil, podnikatel, vynálezce tašky síťovky (* 8. března 1895)
  - Leopold Šrom, stíhací pilot (* 8. září 1917)
- 20. října – Karel Kašpařík, fotograf (* 8. září 1899)
- 25. října – Ivan Herben, novinář a politik (* 26. února 1900)
- 31. října – Vojtěch Sucharda, sochař, řezbář a loutkář (* 6. ledna 1884)
- 4. listopadu – Bohuslav Pernica, spisovatel a folklorista (* 13. prosince 1907)
- 6. listopadu – Jarmila Kronbauerová, herečka (* 11. srpna 1893)
- 21. listopadu – Vladimír Hašek, archivář (* 9. září 1892)
- 27. listopadu – Karel Hromádka, fotbalista (* 20. června 1903)
- 28. listopadu – Jarmila Fastrová, překladatelka (* 1. června 1899)
- 1. prosince – Hugo Haas, režisér a herec (* 19. února 1901)
- 3. prosince
  - Antonín Borovička, kapelník a hudební skladatel (4. listopadu 1895)
  - Jana Nováková, herečka a modelka (* 25. září 1948)
- 5. prosince – Vladimír Boudník, malíř a grafik (* 17. března 1924)
- 7. prosince – Jan Opatrný, teolog, filozof a kanovník svatovítské kapituly (* 10. října 1895)
- 14. prosince – František Tröster, jevištní výtvarník (* 20. prosince 1904)
- 15. prosince – Marie Dušková, dělnická spisovatelka (* 6. října 1903)
- 16. prosince – Jiří Steimar, herec (* 24. dubna 1887)
- 25. prosince – Josef Krosnář, politik, ministr československých vlád (* 19. října 1891)
- 29. prosince – Jan Rypka, orientalista (* 28. května 1886)

### Svět

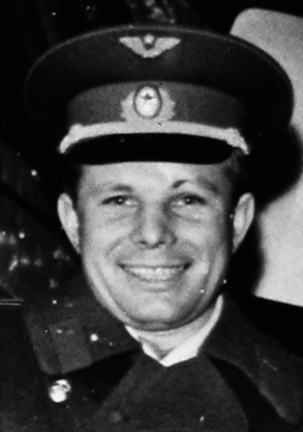
Jurij Gagarin († 27. března)

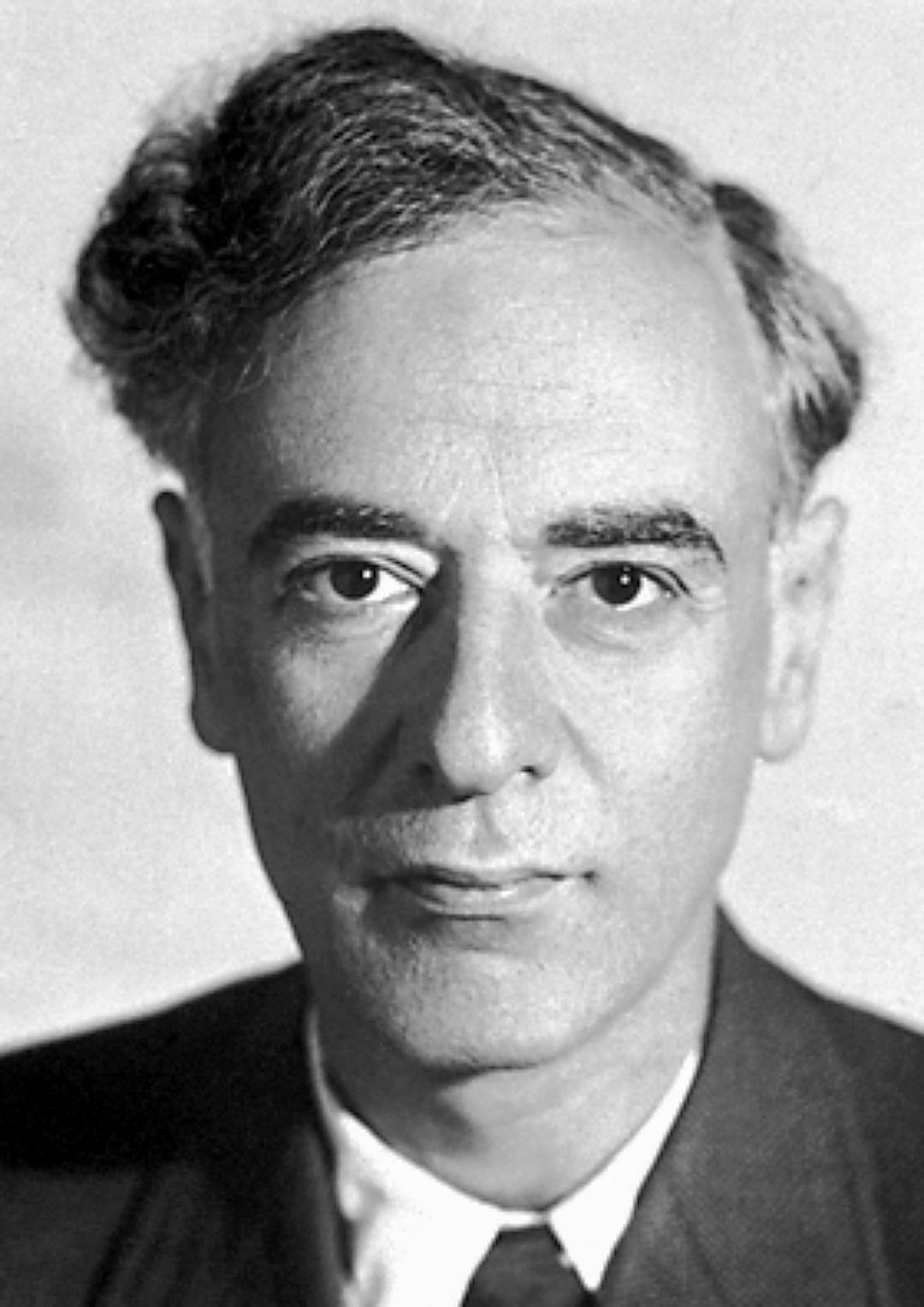
Lev Davidovič Landau († 1. dubna)

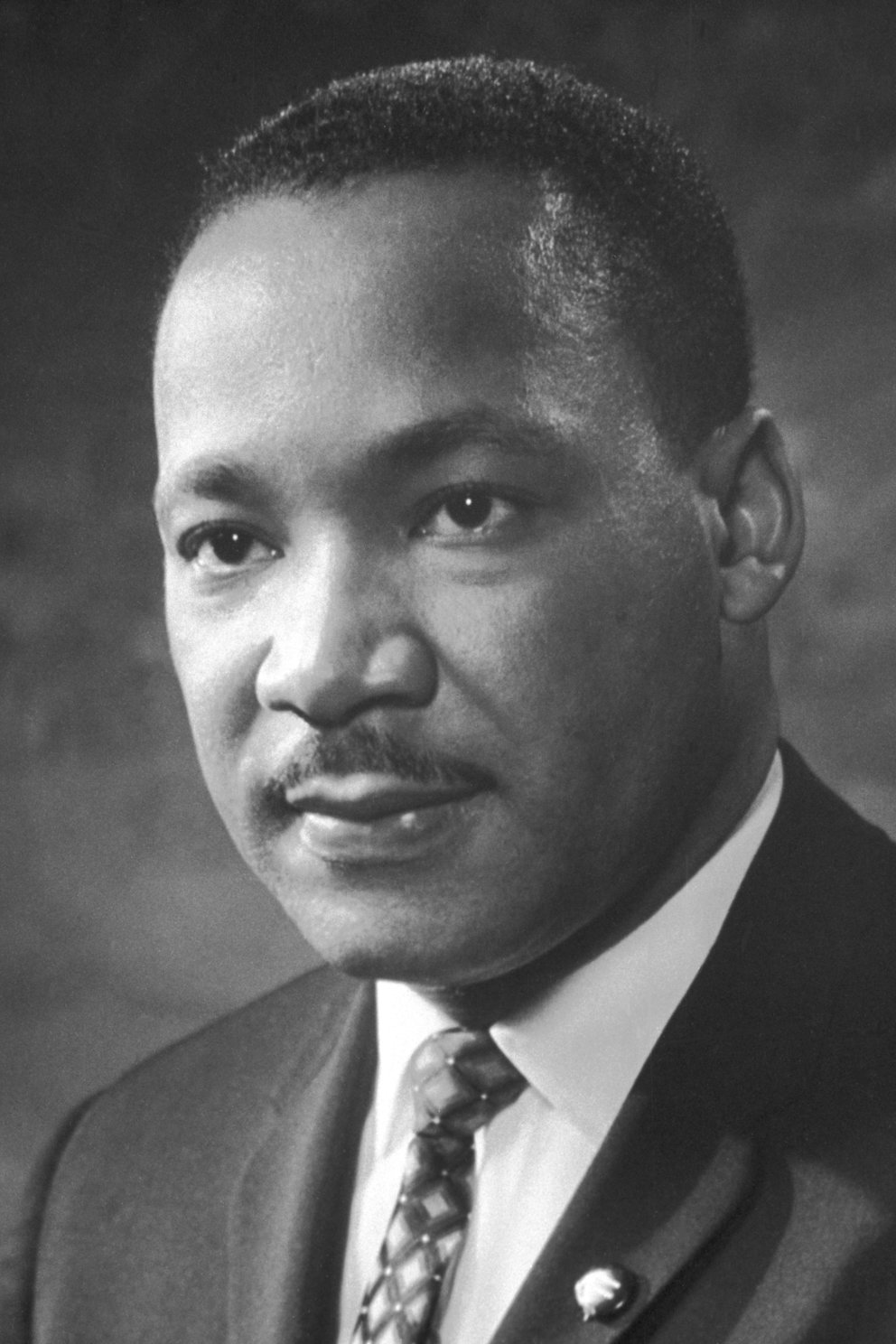
Martin Luther King († 4. dubna)

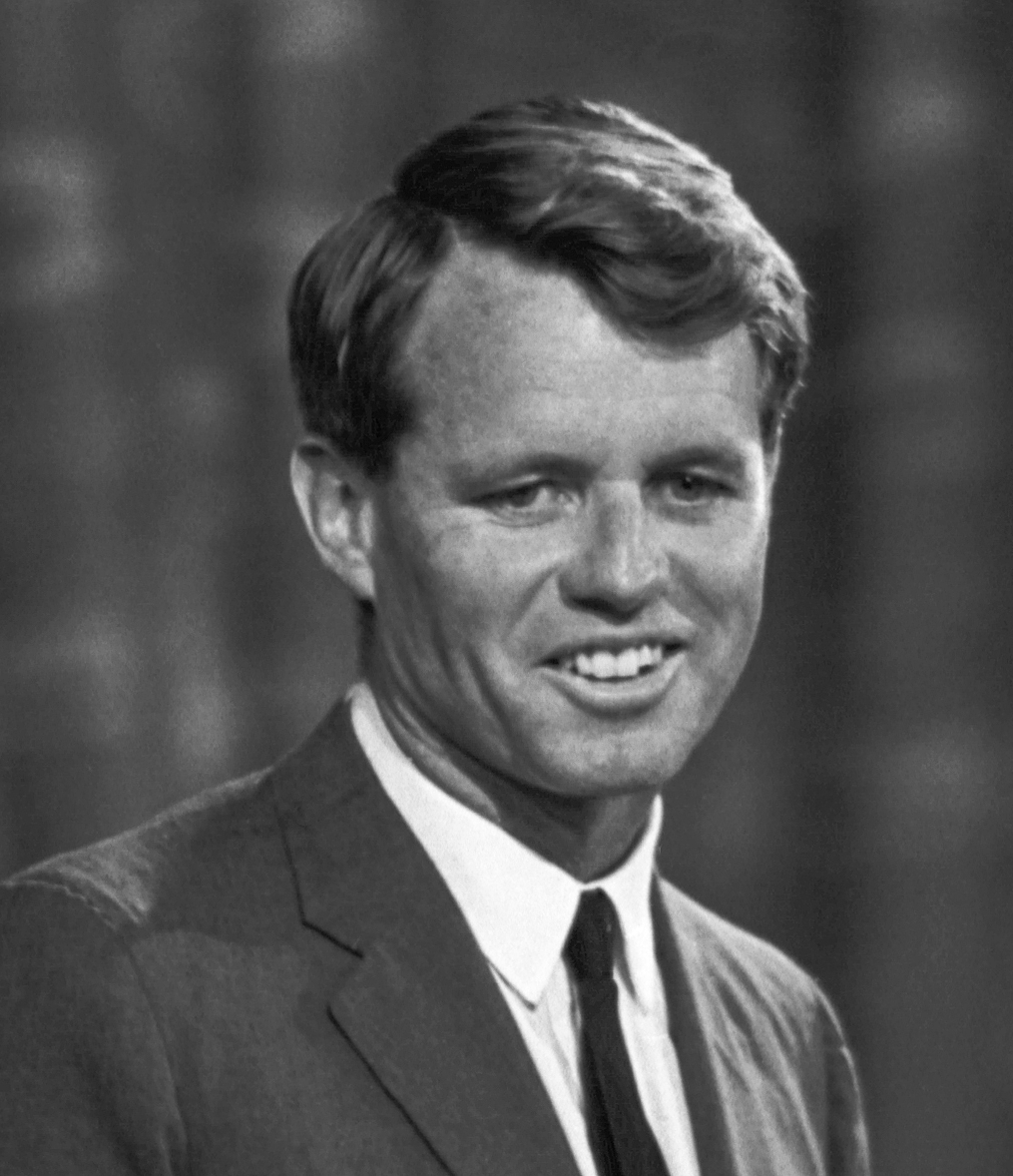
Robert Kennedy († 6. června)

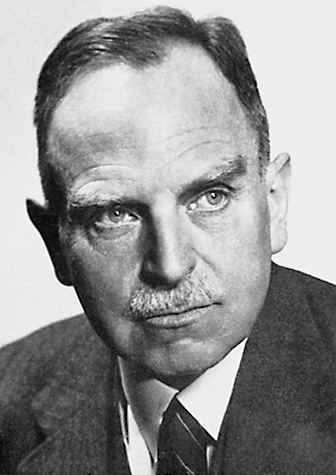
Otto Hahn († 28. července)

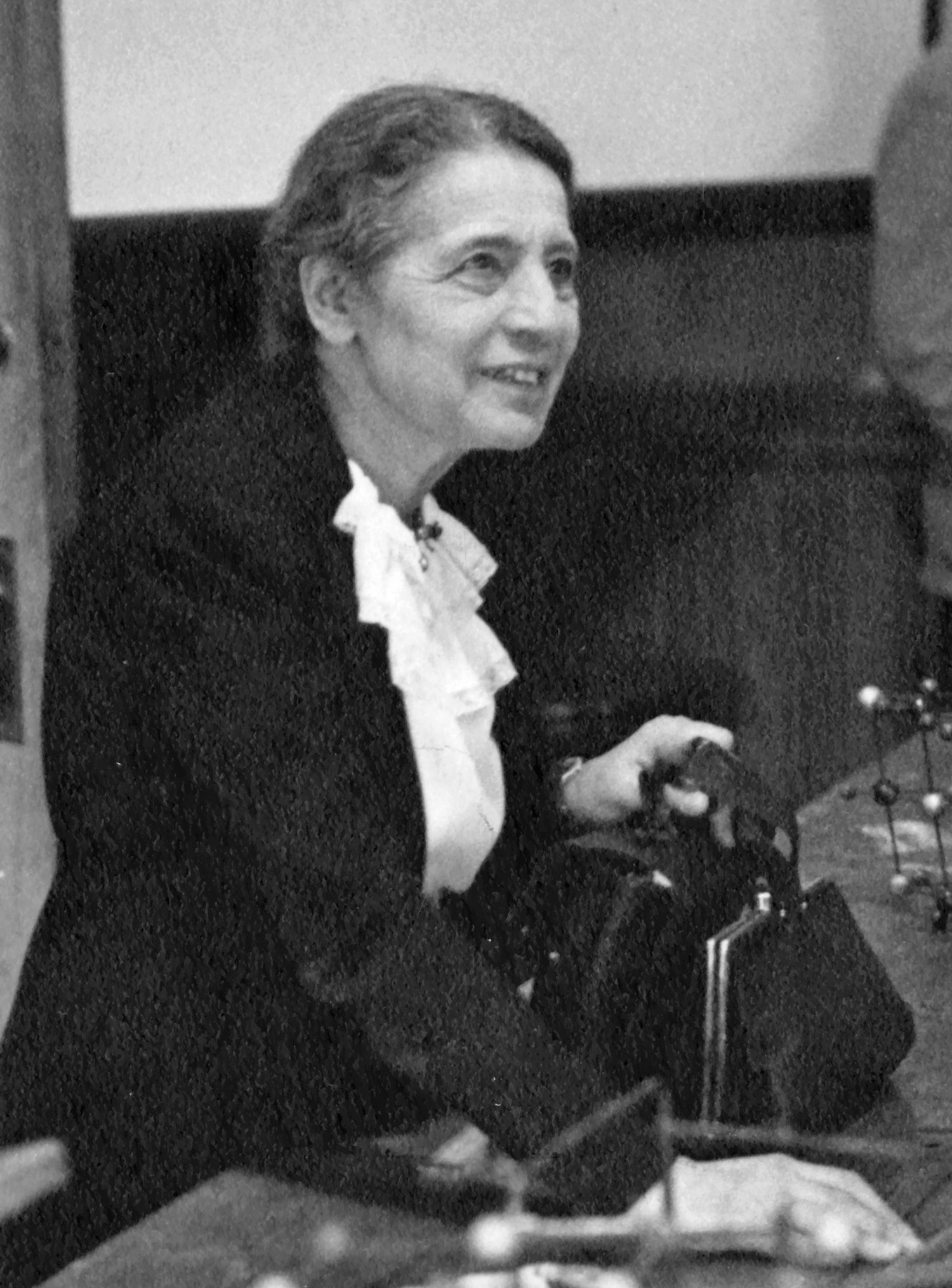
Lise Meitnerová († 27. října)

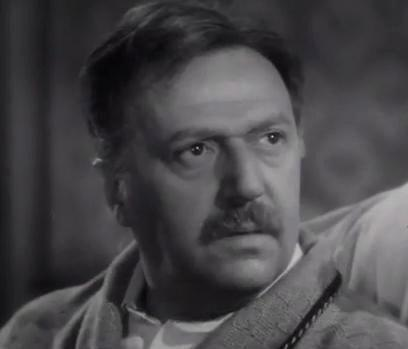
Hugo Haas († 1. prosince)

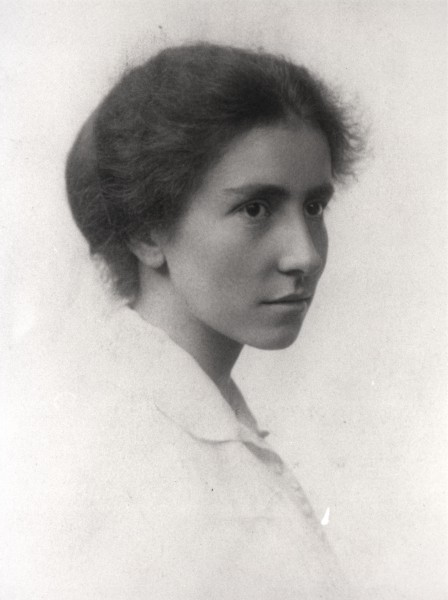
Dorothy Garrodová († 18. prosince)

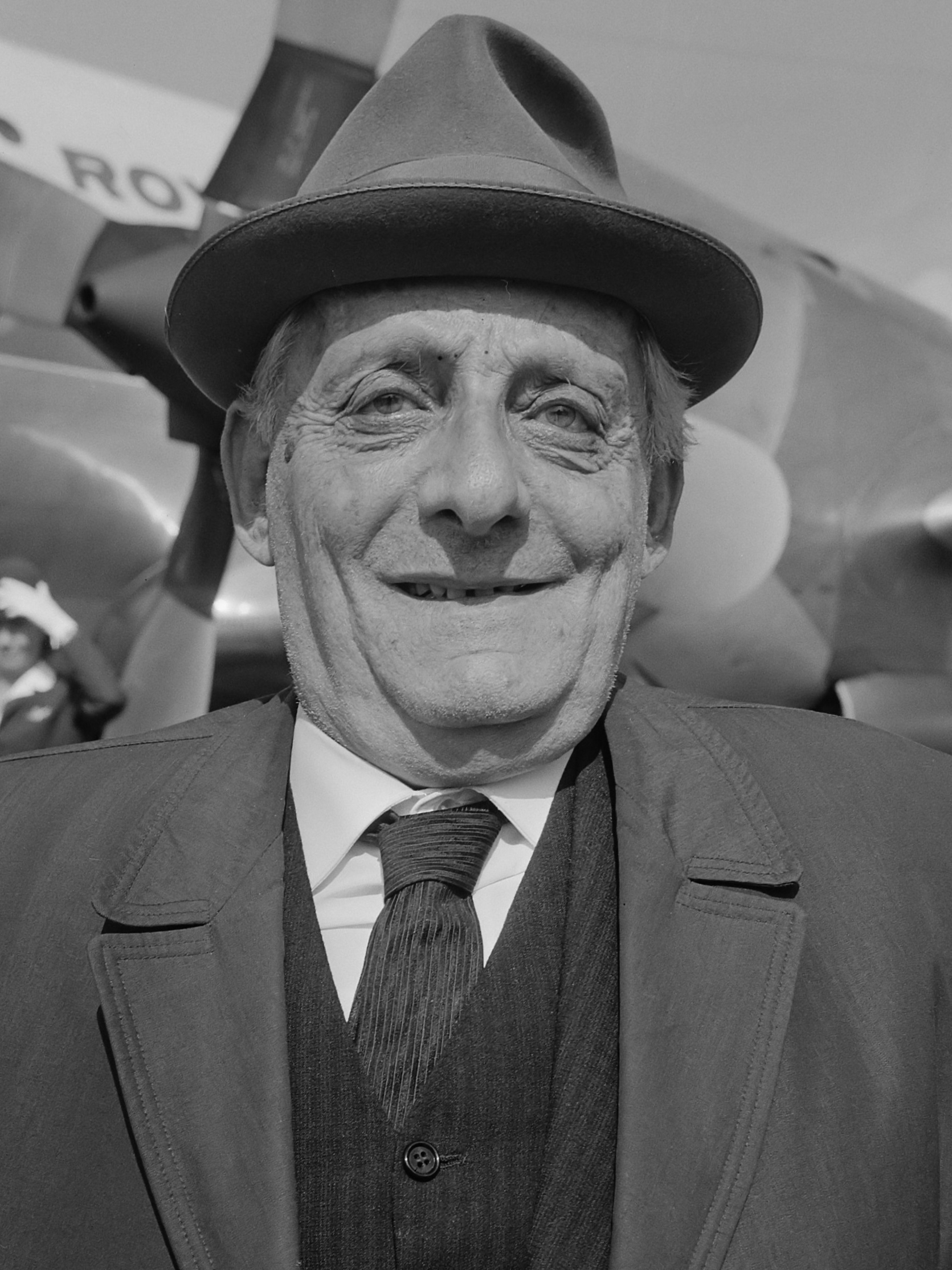
Max Brod († 20. prosince)

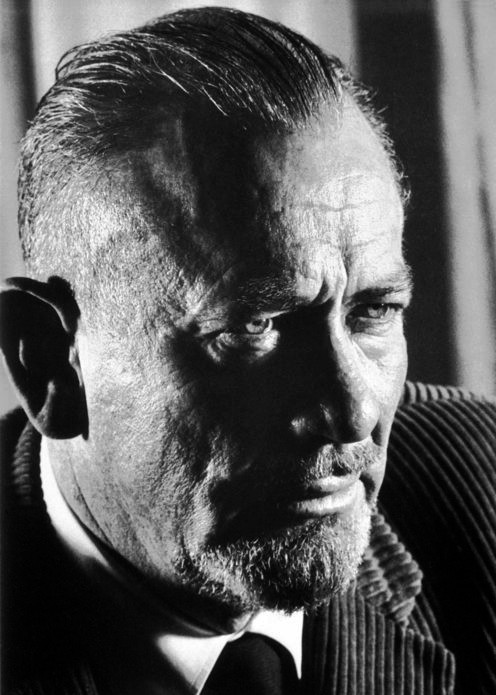
John Steinbeck († 20. prosince)

- 4. ledna – Joseph Pholien, belgický premiér (* 28. prosince 1884)
- 12. ledna – Leopold Lahola, slovenský dramatik, prozaik, scenárista a filmový režisér (* 30. ledna 1918)
- 15. ledna
  - Leopold Infeld, polský teoretický fyzik (* 20. července 1898)
  - Marie Františka Orleánská z Braganzy, vévodkyně z Braganzy, titulární císařovna brazilská (* 8. září 1914)
- 22. ledna – Duke Kahanamoku, americký plavec, držitel tří zlatých a dvou stříbrných olympijských medailí (* 24. srpna 1890)
- 28. ledna – Július Móži, slovenský dirigent a skladatel (* 27. března 1908)
- 4. února
  - Ján Mudroch, slovenský malíř (* 28. března 1909)
  - Neal Cassady, jeden z hlavních představitelů beatnické generace (* 8. února 1926)
- 11. února – Pitirim Sorokin, rusko-americký sociolog a teoretik kultury (* 21. ledna 1889)
- 12. února – Maria Caspar-Filser, německá malířka (* 7. srpna 1878)
- 14. února – Pierre Veuillot, pařížský arcibiskup (* 5. ledna 1913)
- 16. února
  - Jevhen Malanjuk, ukrajinský básník (* 1. února 1897)
  - Jaime Sabartés, katalánský sochař, básník a spisovatel (* 10. června 1881)
- 21. února – Howard Walter Florey, australský farmakolog, Nobelova cena za fyziologii a medicínu 1945 (* 24. září 1898)
- 23. února – Camille Huysmans, belgický politik (* 26. května 1871)
- 25. února – Miloš Havel, český podnikatel (* 3. listopadu 1899)
- 27. února – Frankie Lymon, afroamerický rock'n'rollový zpěvák a skladatel (* 30. září 1942)
- 7. března – Ja'akov Ben-Dov, izraelský fotograf a filmař (* 21. června 1882)
- 14. března
  - Erwin Panofsky, německý historik umění (* 30. března 1892)
  - Josef Harpe, německý generál Wehrmachtu za druhé světové války (* 21. září 1887)
- 16. března – Michał Nawka, lužickosrbský spisovatel (* 22. listopadu 1885)
- 20. března – Carl Theodor Dreyer, dánský filmový režisér (* 3. února 1889)
- 27. března – Jurij Gagarin, sovětský kosmonaut (* 9. března 1934)
- 1. dubna – Lev Davidovič Landau, sovětský fyzik (* 22. ledna 1908)
- 4. dubna – Martin Luther King, americký bojovník za lidská práva (* 15. ledna 1929)
- 7. dubna – Jim Clark, britský pilot Formule 1 (* 4. března 1936)
- 8. dubna
  - Harold Babcock, americký astronom (* 24. ledna 1882)
  - Ernst Wilhelm Nay, německý malíř (* 11. června 1902)
- 9. dubna
  - Sigfried Giedion, švýcarský historik architektury (* 14. dubna 1888)
  - Zofia Kossak-Szczucka, polská katolická spisovatelka, novinářka a odbojářka (* 10. srpna 1889)
- 15. dubna – Borys Ljatošynskyj, ukrajinský hudební skladatel (* 3. ledna 1895)
- 25. dubna – John Tewksbury, americký atlet, dvojnásobný olympijský vítěz 1900 (* 21. března 1876)
- 26. dubna
  - John Heartfield, německý výtvarník (* 19. června 1891)
  - Benno Landsberger, německý asyriolog (* 21. dubna 1890)
- duben – Helen Grace Carlisle, americká spisovatelka (* 19. června 1898)
- 2. května – John James Adams, kanadský hokejista, trenér a manažer (* 14. června 1895)
- 6. května – Hendrik Kloosterman, holandský matematik (* 9. dubna 1900)
- 10. května – Vasilij Danilovič Sokolovskij, náčelník generálního štábu Rudá armády (* 21. července 1897)
- 14. května – Husband Kimmel, admirál amerického vojenského námořnictva (* 26. února 1882)
- 24. května – Henryk Grzondziel, polský biskup opolské diecéze (* 26. července 1897)
- 26. května – Little Willie John, americký R&B zpěvák (* 15. listopadu 1937)
- 28. května – Kees van Dongen, nizozemský malíř (* 26. ledna 1877)
- 1. června – Helen Kellerová, americká spisovatelka (* 27. června 1880)
- 2. června – Richard Norris Williams, americký tenista, olympijský vítěz (* 29. ledna 1891)
- 4. června – Alexandre Kojève, francouzský filosof a politik (* 28. dubna 1902)
- 6. června
  - Theodor Frings, německý jazykovědec (* 23. července 1886)
  - Robert F. Kennedy, americký politik (* 20. listopadu 1925)
- 10. června – Elisabeth Meyer, norská fotografka (* 15. listopadu 1899)
- 12. června – Herbert Read, anglický historik umění a básník (* 4. listopadu 1893)
- 14. června
  - Karl-Birger Blomdahl, švédský hudební skladatel (* 19. října 1916)
  - Salvatore Quasimodo, italský překladatel a básník, Nobelova cena za literaturu 1959 (* 20. srpna 1901)
- 15. června – Wes Montgomery, americký jazzový kytarista (* 6. března 1923)
- 18. června – Nikolaus von Falkenhorst, německý generál Wehrmachtu (* 17. ledna 1885)
- 19. června – Eduard Nécsey, nitranský sídelní biskup (* 9. února 1892)
- 21. června – William Earl Johns, britský pilot a spisovatel (* 5. února 1893)
- 28. června – Fred Hultstrand, americký fotograf (* 13. září 1888)
- 1. července – Rudolf Toussaint, německý generál, velitel jednotek Wehrmachtu bojujících v Praze (* 2. května 1891)
- 7. července – Ugo Frigerio, italský olympijský vítěz v chůzi na 10 kilometrů (* 16. září 1901)
- 9. července – Alexander Cadogan, britský diplomat a šlechtic (* 25. listopadu 1885)
- 10. července – Nachum Nir, izraelský politik, předseda Knesetu (* 17. března 1884)
- 14. července – Konstantin Paustovskij, ruský a sovětský spisovatel (* 31. května 1892)
- 20. července – Joseph Keilberth, německý dirigent (* 19. dubna 1908)
- 22. července – Giovannino Guareschi, italský novinář a spisovatel (* 4. května 1908)
- 28. července – Otto Hahn, německý chemik, nositel Nobelovy ceny (* 8. března 1879)
- 1. srpna – Hugo Haas, český herec (* 18. února 1901)
- 3. srpna – Konstantin Konstantinovič Rokossovskij, sovětský a polský maršál, polský ministr obrany (* 21. prosince 1896)
- 11. srpna – Šmu'el Dajan, izraelský politik (* 8. srpna 1891)
- 17. srpna – Bruno Paul, německý kreslíř a architekt (* 19. ledna 1874)
- 20. srpna – George Gamow, americký fyzik ukrajinského původu (* 4. března 1904)
- 2. září – Ernest Claes, vlámský spisovatel (* 24. října 1885)
- 6. září – Leo Sexton, americký olympijský vítěz ve vrhu koulí (* 27. srpna 1909)
- 7. září – Lucio Fontana, italský výtvarník (* 19. února 1899)
- 12. září – Ryszard Siwiec, polská živá pochodeň na protest proti invazi vojsk Varšavské smlouvy do Československa (* 7. března 1909)
- 14. září – Ernest Neuschul, německý malíř a tanečník (* 17. května 1895)
- 17. září – Fedor Hodža, slovenský politik (* 4. listopadu 1912)
- 21. září – Charles Jackson, americký spisovatel (* 6. dubna 1903)
- 23. září – Pater Pio, italský kněz (* 25. května 1887)
- 25. září – Hans F. K. Günther, německý rasistický pseudovědec a eugenik (* 16. února 1891)
- 28. září – Norman Brookes, australský tenista (* 14. listopadu 1877)
- 1. října – Romano Guardini, německý filosof (* 17. února 1885)
- 2. října – Marcel Duchamp, francouzský malíř (* 28. července 1887)
- 6. října
  - Mořic Arnold de Forest, francouzský automobilový závodník a britský politik (* 9. ledna 1879)
  - Branko Lazarević, srbský literární kritik (* 25. listopadu 1883)
- 10. října – Nikifor Krynicki, rusínský naivní malíř (* 25. května 1895)
- 11. října – Ibrahim Moustafa, egyptský zápasník, zlato na OH 1928 (* 20. dubna 1904)
- 15. října – Herbert Copeland, americký biolog (* 21. května 1902)
- 23. října – Alfred Neumann, rakouský architekt (* 26. ledna 1900)
- 25. října – Konrad Johannesson, kanadský hokejista, olympijský vítěz 1920 (* 10. srpna 1896)
- 26. října – Jean Hyppolite, francouzský filosof (* 8. ledna 1907)
- 27. října – Lise Meitnerová, rakouská jaderná fyzička (* 7. listopadu 1878)
- 8. listopadu – Peter Mohr Dam, faerský premiér (* 11. srpna 1898)
- 12. listopadu – Karl Zuchardt, německý spisovatel a dramatik (* 10. února 1887)
- 15. listopadu – Charles Bacon, americký běžec, olympijský vítěz v běhu na 400 metrů překážek (* 9. ledna 1885)
- 16. listopadu – Augustin Bea, německý teolog a kardinál (* 28. května 1881)
- 23. listopadu – Alžběta Gabriela Bavorská, belgická královna (* 25. července 1876)
- 24. listopadu – István Dobi, maďarský prezident (* 31. prosince 1898)
- 25. listopadu
  - Upton Sinclair, americký spisovatel (* 20. září 1878)
  - Marie Imakuláta Rakousko-Toskánská, rakouská arcivévodkyně a vévodkyně württemberská (* 3. září 1878)
- 26. listopadu – Arnold Zweig, německý spisovatel (* 10. listopadu 1887)
- 28. listopadu
  - Jean Delsarte, francouzský matematik (* 19. října 1903)
  - Enid Blytonová, britská spisovatelka (* 8. srpna 1897)
- listopad – Timothy Ahearne, irský olympijský vítěz v trojskoku (* 18. srpna 1885)
- 1. prosince – Tibor Honty, slovenský fotograf (* 9. května 1907)
- 10. prosince – Karl Barth, švýcarský protestantský teolog (* 10. května 1886)
- 15. prosince – Miloš Alexander Bazovský, slovenský malíř (* 11. ledna 1899)
- 18. prosince
  - Dorothy Garrodová, britská archeoložka (* 5. května 1892)
  - Giovanni Messe, italský maršál a politik (* 10. prosince 1883)
- 20. prosince
  - Max Brod, spisovatel (* 27. května 1884)
  - John Steinbeck, americký spisovatel (* 27. února 1902)
- 21. prosince – Vittorio Pozzo, italský fotbalový hráč a trenér (* 2. března 1886)
- 24. prosince – D. Gwenallt Jones, velšský básník a romanopisec (* 18. května 1899)
- 26. prosince – Weegee, americký reportážní fotograf (* 12. června 1899)
- 30. prosince
  - Kirill Afanasjevič Mereckov, maršál Sovětského svazu (* 7. června 1897)
  - Trygve Lie, norský politik, první generální tajemník OSN (* 16. července 1896)

## Hlavy státu
Evropa:
- Československo
  - prezident Antonín Novotný (abdikoval 22.3.)
  - prezident Ludvík Svoboda (od 30.3.)
- SFR Jugoslávie – Josip Broz Tito
- Bulharská LR – Todor Živkov
- Maďarská lidová republika – János Kádár (generální tajemník MSDS)
- Rumunsko – Nicolae Ceaușescu
- Rakousko – Franz Jonas
- NDR
  - Walter Ulbricht (Generální tajemník SED)
  - Willi Stoph (předseda státní rady)
- NSR
  - Kurt Georg Kiesinger (kancléř)
  - Heinrich Lübke (prezident)
- Polská lidová republika – Władysław Gomułka
- Litevská SSR – Antanas Sniečkus
- Sovětský svaz
  - předseda prezidia Nejvyššího sovětu Nikolaj Viktorovič Podgornyj
  - (de facto) první tajemník KSSS Leonid Iljič Brežněv
- Francie – prezident Charles de Gaulle
- Španělsko – Francisco Franco
- Vatikán – papež Pavel VI.

Ostatní:
- Japonsko – Císař Šówa
- Čína
  - předseda ČLR Liu Šao-čchi
  - (úřadující) předseda ČLR Tung Pi-wu
- USA – prezident Lyndon B. Johnson
- OSN/UN – U Thant

### Digitální archivy k roku 1968
- Československý filmový týdeník v archivu České televize – rok 1968
- Dokumentární cyklus České televize Retro – rok 1968
- Pořad stanice Český rozhlas 6 Rok po roce – rok 1968, 2. část
- Rudé právo v archivu Ústavu pro českou literaturu – ročník 48 rok 1968